# Wereldkampioenschap voetbal 2014 (kwalificatie CAF)
Namens de Afrikaanse voetbalbond CAF namen 52 landen deel aan de kwalificatie om vijf beschikbare plaatsen in de eindronde van het wereldkampioenschap voetbal 2014. Na drie rondes plaatsten Algerije, Ghana, Ivoorkust, Kameroen en Nigeria zich voor het wereldkampioenschap voetbal in Brazilië. Dit kwalificatietoernooi duurde van 11 november 2011 tot en met 19 november 2013.

## Gekwalificeerde landen
| FIFA-lid  | Kwalificatie         | Kwal. datum | Aantal dln. (incl. 2014) | Eerste dln. | Laatste dln. | Dln. op rij | Titels (excl. 2014) | Beste prestatie |
| --------- | -------------------- | ----------- | ------------------------ | ----------- | ------------ | ----------- | ------------------- | --------------- |
| Kameroen  | Winnaars derde ronde | 17/11/2013  | 7                        | 1982        | 2010         | 2           | 0                   | Kwartfinale     |
| Ghana     | Winnaars derde ronde | 19/11/2013  | 3                        | 2006        | 2010         | 3           | 0                   | Kwartfinale     |
| Ivoorkust | Winnaars derde ronde | 16/11/2013  | 3                        | 2006        | 2010         | 3           | 0                   | Eerste ronde    |
| Algerije  | Winnaars derde ronde | 19/11/2013  | 4                        | 1982        | 2010         | 2           | 0                   | Eerste ronde    |
| Nigeria   | Winnaars derde ronde | 16/11/2013  | 5                        | 1994        | 2010         | 2           | 0                   | Achtste finale  |

## Opzet
De kwalificatie omvatte drie ronden. De loting voor de eerste twee rondes vond plaats op 30 juli 2011 in Brazilië en was gebaseerd op de FIFA-wereldranglijst van juli 2011. De opzet van het kwalificatietoernooi was als volgt.
1. Eerste ronde: hierin speelden de 24 zwakste landen (volgens de FIFA-ranglijst van juli 2011) in twaalf duels met een thuis- en uitwedstrijd om twaalf plaatsen in de tweede ronde. Van deze 24 landen spelen de twaalf sterkste (pot 5) tegen de twaalf zwakste (pot 6). Deze laatste groep speelt eerst thuis.
2. Tweede ronde: hierin speelden de twaalf winnaars van de eerste ronde met de 28 sterkste landen in tien groepen van vier landen een volledige competitie (zes wedstrijden per land). De tien groepswinnaars gingen door naar de derde ronde.
3. Derde ronde: hierin speelden de tien groepswinnaars vijf duels met een thuis- en uitwedstrijd. De winnaars van deze vijf confrontaties plaatsten zich voor de eindronde in Brazilië.

## Deelnemende landen
Tussen haakjes de plaats op de FIFA-ranglijst van juli 2011
| Beginnen in de 2e ronde (#1 t/m 14) | Beginnen in de 2e ronde (#15 t/m 28) | Beginnen in de 1e ronde (#29 t/m 40) | Beginnen in de 1e ronde (#41 t/m 52) |
| --- | --- | --- | --- |
| 1. Ivoorkust (14) 2. Egypte (34) 3. Ghana (36) 4. Burkina Faso (39) 5. Nigeria (43) 6. Senegal (46) 7. Zuid-Afrika (49) 8. Kameroen (50) 9. Algerije (52) 10. Tunesië (55) 11. Gabon (60) 12. Libië (63) 13. Marokko (63) 14. Guinee (68) | 1. Botswana (71) 2. Malawi (72) 3. Zambia (74) 4. Oeganda (76) 5. Mali (77) 6. Kaapverdië (82) 7. Benin (86) 8. Zimbabwe (86) 9. Centraal-Afrikaanse Republiek (89) 10. Sierra Leone (93) 11. Soedan (97) 12. Niger (98) 13. Angola (100) 14. Gambia (100) | 1. Mozambique (103) 2. Congo-Kinshasa (123) 3. Togo (123) 4. Liberia (125) 5. Tanzania (127) 6. Congo-Brazzaville (129) 7. Kenia (130) 8. Rwanda (134) 9. Ethiopië (139) 10. Namibië (140) 11. Burundi (143) 12. Madagaskar (149) | 1. Guinee-Bissau (151) 2. Equatoriaal-Guinea (155) 3. Tsjaad (158) 4. Swaziland (169) 5. Comoren (175) 6. Lesotho (184) 7. Eritrea (188) 8. Somalië (191) 9. Djibouti (194) 10. Mauritius (195) 11. Seychellen (199) 12. Sao Tomé en Principe (-) |

## Eerste ronde

### Loting
De 24 laagst geplaatste landen werden in twee potten verdeeld. Bij de loting werden er steeds twee landen aan elkaar gekoppeld. In de eerste ronde speelden de landen uit pot 1 (#29 t/m 40) tegen een land uit pot 2 (#41 t/m 52). De loting vond plaats in Marina da Glória in Rio de Janeiro, Brazilië op 30 juli 2011. De heenwedstrijden werden op 11 en 12 november 2011 gespeeld, de terugwedstrijden op 15 en 16 november.
| Pot 1 | Pot 2 |
| --- | --- |
| Mozambique Congo-Kinshasa Togo Liberia Tanzania Congo-Brazzaville Kenia Rwanda Ethiopië Namibië Burundi Madagaskar | Guinee-Bissau Equatoriaal-Guinea Tsjaad Swaziland Comoren Lesotho Eritrea Somalië Djibouti Mauritius Seychellen Sao Tomé en Principe |

### Wedstrijden
| Team 1               | Tot.     | Team 2            | 1e wedstr. | 2e wedstr. |
| -------------------- | -------- | ----------------- | ---------- | ---------- |
| Seychellen           | 0 – 7    | Kenia             | 0 – 3      | 0 – 4      |
| Guinee-Bissau        | 1 – 2    | Togo              | 1 – 1      | 0 – 1      |
| Djibouti             | 0 – 8    | Namibië           | 0 – 4      | 0 – 4      |
| Mauritius            | —        | Liberia           | —          | —          |
| Comoren              | 1 – 5    | Mozambique        | 0 – 1      | 1 – 4      |
| Equatoriaal-Guinea   | 3 – 2    | Madagaskar        | 2 – 0      | 1 – 2      |
| Somalië              | 0 – 5    | Ethiopië          | 0 – 0      | 0 – 5      |
| Lesotho              | 3 – 2    | Burundi           | 1 – 0      | 2 – 2      |
| Eritrea              | 2 – 4    | Rwanda            | 1 – 1      | 1 – 3      |
| Swaziland            | 2 – 8    | Congo-Kinshasa    | 1 – 3      | 1 – 5      |
| Sao Tomé en Principe | 1 – 6    | Congo-Brazzaville | 0 – 5      | 1 – 1      |
| Tsjaad               | 2 – 2(u) | Tanzania          | 1 – 2      | 1 – 0      |

|                                                   |            |         |                             |                                                                         |
| 11 november 2011 «onderlinge duels» 17:00 (UTC+4) | Seychellen | 0 – 3   | Kenia                       | Stade Linité, Victoria Toeschouwers: 2.000 Scheidsrechter: Dennis Batte |
| 11 november 2011 «onderlinge duels» 17:00 (UTC+4) |            | Verslag | 41' Ochieng 75', 81' Oliech | Stade Linité, Victoria Toeschouwers: 2.000 Scheidsrechter: Dennis Batte |

|                                                   |                                                 |         |            |                                                                                   |
| 15 november 2011 «onderlinge duels» 16:00 (UTC+3) | Kenia                                           | 4 – 0   | Seychellen | Nationaal Stadion Nyayo, Nairobi Toeschouwers: 5.000 Scheidsrechter: Victor Gomes |
| 15 november 2011 «onderlinge duels» 16:00 (UTC+3) | Onyango 19' Oliech 36' Mulama 45+1' Wanyama 74' | Verslag |            | Nationaal Stadion Nyayo, Nairobi Toeschouwers: 5.000 Scheidsrechter: Victor Gomes |

|                                                 |                 |         |           |                                                                                  |
| 11 november 2011 «onderlinge duels» 16:00 (UTC) | Guinee-Bissau   | 1 – 1   | Togo      | Estádio Lino Correia, Bissau Toeschouwers: 3.000 Scheidsrechter: Malang Diedhiou |
| 11 november 2011 «onderlinge duels» 16:00 (UTC) | de Carvalho 38' | Verslag | 32' Gakpé | Estádio Lino Correia, Bissau Toeschouwers: 3.000 Scheidsrechter: Malang Diedhiou |

|                                                 |                 |         |               |                                                                                |
| 15 november 2011 «onderlinge duels» 15:30 (UTC) | Togo            | 1 – 0   | Guinee-Bissau | Stade de Kégué, Lomé Toeschouwers: 25.000 Scheidsrechter: Mal Souley Mohamadou |
| 15 november 2011 «onderlinge duels» 15:30 (UTC) | Jonas 3' (e.d.) | Verslag |               | Stade de Kégué, Lomé Toeschouwers: 25.000 Scheidsrechter: Mal Souley Mohamadou |

|                                                   |          |         |                                        |                                                                                    |
| 11 november 2011 «onderlinge duels» 15:00 (UTC+3) | Djibouti | 0 – 4   | Namibië                                | Stade National Gouled, Djibouti Toeschouwers: 3.000 Scheidsrechter: Tessema Bamlak |
| 11 november 2011 «onderlinge duels» 15:00 (UTC+3) |          | Verslag | 13', 52' Bester 50' Kaimbi 88' Urikhob | Stade National Gouled, Djibouti Toeschouwers: 3.000 Scheidsrechter: Tessema Bamlak |

|                                                   |                                         |         |          |                                                                                 |
| 15 november 2011 «onderlinge duels» 20:00 (UTC+2) | Namibië                                 | 4 – 0   | Djibouti | Sam Nujomastadion, Windhoek Toeschouwers: 2.145 Scheidsrechter: Samuel Chirinda |
| 15 november 2011 «onderlinge duels» 20:00 (UTC+2) | Isaacks 17' Kaimbi 34', 58' Urikhob 81' | Verslag |          | Sam Nujomastadion, Windhoek Toeschouwers: 2.145 Scheidsrechter: Samuel Chirinda |

|                                                   |         |         |                 |                                                                                        |
| 11 november 2011 «onderlinge duels» 15:00 (UTC+3) | Comoren | 0 – 1   | Mozambique      | Said Mohamed Cheikhstadion, Mitsamiouli Toeschouwers: 3.000 Scheidsrechter: David Jane |
| 11 november 2011 «onderlinge duels» 15:00 (UTC+3) |         | Verslag | 54' (pen.) Miro | Said Mohamed Cheikhstadion, Mitsamiouli Toeschouwers: 3.000 Scheidsrechter: David Jane |

|                                                   |                                                |         |              |                                                                               |
| 15 november 2011 «onderlinge duels» 19:00 (UTC+2) | Mozambique                                     | 4 – 1   | Comoren      | Estádio do Zimpeto, Maputo Toeschouwers: 10.000 Scheidsrechter: Ruzive Ruzive |
| 15 november 2011 «onderlinge duels» 19:00 (UTC+2) | Domingues 26' Sitoe 45' Whiskey 59' Bauque 84' | Verslag | 72' Youssouf | Estádio do Zimpeto, Maputo Toeschouwers: 10.000 Scheidsrechter: Ruzive Ruzive |

|                                                   |                              |         |            |                                                                                         |
| 11 november 2011 «onderlinge duels» 16:00 (UTC+1) | Equatoriaal-Guinea           | 2 – 0   | Madagaskar | Nuevo Estadio de Malabo, Malabo Toeschouwers: 10.000 Scheidsrechter: Eric Otogo-Castane |
| 11 november 2011 «onderlinge duels» 16:00 (UTC+1) | Juvenal 20' (pen.) Randy 74' | Verslag |            | Nuevo Estadio de Malabo, Malabo Toeschouwers: 10.000 Scheidsrechter: Eric Otogo-Castane |

|                                                   |                                    |         |                    |                                                                                      |
| 15 november 2011 «onderlinge duels» 15:50 (UTC+3) | Madagaskar                         | 2 – 1   | Equatoriaal-Guinea | Mahamasinastadion, Antananarivo Toeschouwers: 5.000 Scheidsrechter: Parmendra Nunkoo |
| 15 november 2011 «onderlinge duels» 15:50 (UTC+3) | Rajoarimanana 54' Ramanamahefa 90' | Verslag | 24' Ellong         | Mahamasinastadion, Antananarivo Toeschouwers: 5.000 Scheidsrechter: Parmendra Nunkoo |

|                                                   |         |       |          | |
| 12 november 2011 «onderlinge duels» 15:45 (UTC+3) | Somalië | 0 – 0 | Ethiopië | Stade National Gouled, Djibouti (Djibouti) Toeschouwers: 3.000 Scheidsrechter: Mohamed Hassan Ourouke |
| 12 november 2011 «onderlinge duels» 15:45 (UTC+3) | Verslag |       |          | Stade National Gouled, Djibouti (Djibouti) Toeschouwers: 3.000 Scheidsrechter: Mohamed Hassan Ourouke |

|                                                   |                                               |         |         |                                                                                      |
| 16 november 2011 «onderlinge duels» 16:00 (UTC+3) | Ethiopië                                      | 5 – 0   | Somalië | Addis Ababa Stadion, Addis Abeba Toeschouwers: 22.000 Scheidsrechter: Med Said Kordi |
| 16 november 2011 «onderlinge duels» 16:00 (UTC+3) | Oukri 5' S. Bekele 62', 65' Kebede 87', 90+2' | Verslag |         | Addis Ababa Stadion, Addis Abeba Toeschouwers: 22.000 Scheidsrechter: Med Said Kordi |

|                                                   |              |         |         |                                                                              |
| 11 november 2011 «onderlinge duels» 20:00 (UTC+3) | Lesotho      | 1 – 0   | Burundi | Setsotostadion, Maseru Toeschouwers: 5.000 Scheidsrechter: Rainhold Shikongo |
| 11 november 2011 «onderlinge duels» 20:00 (UTC+3) | Ramabele 82' | Verslag |         | Setsotostadion, Maseru Toeschouwers: 5.000 Scheidsrechter: Rainhold Shikongo |

|                                                   |                                 |         |                       | |
| 15 november 2011 «onderlinge duels» 14:30 (UTC+3) | Burundi                         | 2 – 2   | Lesotho               | Prince Louis Rwagasorestadion, Bujumbura Toeschouwers: 7.200 Scheidsrechter: Anthony Ramsy Raphael |
| 15 november 2011 «onderlinge duels» 14:30 (UTC+3) | Amissi 29' Ndikumana 88' (pen.) | Verslag | 16' Tale 22' Mothoana | Prince Louis Rwagasorestadion, Bujumbura Toeschouwers: 7.200 Scheidsrechter: Anthony Ramsy Raphael |

|                                                   |           |         |                |                                                                           |
| 11 november 2011 «onderlinge duels» 15:30 (UTC+3) | Eritrea   | 1 – 1   | Rwanda         | Cicerostadion, Asmara Toeschouwers: 6.000 Scheidsrechter: Mahamadou Keita |
| 11 november 2011 «onderlinge duels» 15:30 (UTC+3) | Tekle 35' | Verslag | 58' Uzamukunda | Cicerostadion, Asmara Toeschouwers: 6.000 Scheidsrechter: Mahamadou Keita |

|                                                   |                                   |         |            |                                                                          |
| 15 november 2011 «onderlinge duels» 15:30 (UTC+2) | Rwanda                            | 3 – 1   | Eritrea    | Amahorostadion, Kigali Toeschouwers: 10.000 Scheidsrechter: Joshua Bondo |
| 15 november 2011 «onderlinge duels» 15:30 (UTC+2) | Karekezi 4' Iranzi 70' Bokota 79' | Verslag | 89' Tedros | Amahorostadion, Kigali Toeschouwers: 10.000 Scheidsrechter: Joshua Bondo |

|                                                   |             |         |                                     |                                                                                     |
| 11 november 2011 «onderlinge duels» 16:00 (UTC+2) | Swaziland   | 1 – 3   | Congo-Kinshasa                      | Somhlolo Nationaal Stadion, Lobamba Toeschouwers: 785 Scheidsrechter: Janny Sikazwe |
| 11 november 2011 «onderlinge duels» 16:00 (UTC+2) | Shongwe 63' | Verslag | 18' Kaluyituka 22' Mputu 72' Bokese | Somhlolo Nationaal Stadion, Lobamba Toeschouwers: 785 Scheidsrechter: Janny Sikazwe |

|                                                   |                                                   |         |             |                                                                                      |
| 15 november 2011 «onderlinge duels» 15:30 (UTC+1) | Congo-Kinshasa                                    | 5 – 1   | Swaziland   | Stade des Martyrs, Kinshasa Toeschouwers: 24.000 Scheidsrechter: Jean Michel Moukoko |
| 15 november 2011 «onderlinge duels» 15:30 (UTC+1) | Mputu 8', 49' Kaluyituka 46', 61' Diba Ilunga 66' | Verslag | 63' Shongwe | Stade des Martyrs, Kinshasa Toeschouwers: 24.000 Scheidsrechter: Jean Michel Moukoko |

|                                                 |                      |         |                                                                  |                                                                                              |
| 11 november 2011 «onderlinge duels» 15:00 (UTC) | Sao Tomé en Principe | 0 – 5   | Congo-Brazzaville                                                | Estádio Nacional 12 de Julho, Sao Tomé Toeschouwers: 3.000 Scheidsrechter: Sosthene Ngbokaye |
| 11 november 2011 «onderlinge duels» 15:00 (UTC) |                      | Verslag | 1' Moussilou 5' Douniama 27' Malonga 54' Oniangué 69' Tchilimbou | Estádio Nacional 12 de Julho, Sao Tomé Toeschouwers: 3.000 Scheidsrechter: Sosthene Ngbokaye |

|                                                   |                   |         |                      |                                                                                  |
| 15 november 2011 «onderlinge duels» 15:30 (UTC+1) | Congo-Brazzaville | 1 – 1   | Sao Tomé en Principe | Stade Municipal, Pointe-Noire Toeschouwers: 12.000 Scheidsrechter: Oumar Mahamat |
| 15 november 2011 «onderlinge duels» 15:30 (UTC+1) | N'Ganga 56'       | Verslag | 50' Gando            | Stade Municipal, Pointe-Noire Toeschouwers: 12.000 Scheidsrechter: Oumar Mahamat |

|                                                   |           |         |                       | |
| 11 november 2011 «onderlinge duels» 16:00 (UTC+1) | Tsjaad    | 1 – 2   | Tanzania              | Stade Omnisports Idriss Mahamat Ouya, Ndjamena Toeschouwers: 10.000 Scheidsrechter: Bunmi Ogunkolade |
| 11 november 2011 «onderlinge duels» 16:00 (UTC+1) | Labbo 16' | Verslag | 11' Ngassa 80' Bakari | Stade Omnisports Idriss Mahamat Ouya, Ndjamena Toeschouwers: 10.000 Scheidsrechter: Bunmi Ogunkolade |

|                                                   |          |         |           | |
| 15 november 2011 «onderlinge duels» 16:00 (UTC+3) | Tanzania | 0 – 1   | Tsjaad    | Benjamin Mkapa Nationaal Stadion, Dar es Salaam Toeschouwers: 42.700 Scheidsrechter: Hamada Nampiandraza |
| 15 november 2011 «onderlinge duels» 16:00 (UTC+3) |          | Verslag | 47' Labbo | Benjamin Mkapa Nationaal Stadion, Dar es Salaam Toeschouwers: 42.700 Scheidsrechter: Hamada Nampiandraza |

## Tweede ronde

### Loting
In de tweede ronde werden de twaalf winnaars van de eerste ronde samen met de 28 sterkste landen in tien groepen van vier landen ingedeeld. De tien groepswinnaars gingen door naar de derde ronde.
Tussen haakjes de FIFA-ranking van juli 2011.
| Pot 1 | Pot 2 | Pot 3 | Pot 4 |
| --- | --- | --- | --- |
| 1. Ivoorkust (15) 2. Egypte (34) 3. Ghana (36) 4. Burkina Faso (39) 5. Nigeria (43) 6. Senegal (46) 7. Zuid-Afrika (49) 8. Kameroen (50) 9. Algerije (52) 10. Tunesië (55) | 1. Gabon (60) 2. Libië (63) 3. Marokko (63) 4. Guinee (68) 5. Botswana (71) 6. Malawi (72) 7. Zambia (74) 8. Oeganda (76) 9. Mali (77) 10. Kaapverdië (82) | 1. Benin (86) 2. Zimbabwe (86) 3. Centraal-Afrikaanse Republiek (90) 4. Sierra Leone (93) 5. Soedan (97) 6. Niger (98) 7. Angola (100) 8. Gambia (102) 9. Kenia (130)† 10. Togo (123)† | 1. Namibië (140)† 2. Liberia (125)† 3. Mozambique (103)† 4. Equatoriaal-Guinea (155)† 5. Ethiopië (139)† 6. Lesotho (184)† 7. Rwanda (134)† 8. Congo-Kinshasa (123)† 9. Congo-Brazzaville (129)† 10. Tanzania (127)† |

† Winnaars uit de eerste ronde.

### Groep A
Zuid Afrika was verreweg de meest favoriete team is deze groep, maar verslikte zich in de eerste twee wedstrijden: thuis tegen Ethiopië scoorde "Bafana Bafana" in het laatste kwartier de gelijkmaker, de coach werd hierna ontslagen, het vijftiende ontslag in twintig jaar. Ook in en tegen Botswana werd een 1-1 gelijkspel behaald. Ethiopië, al sinds de jaren zeventig geen toonaangevend land in Afrika won drie keer achter elkaar en kon bij een zege op Zuid-Afrika de Play-Offs halen. Ethiopië won met 2-1 mede dankzij een eigen doelpunt van oud FC Twente-speler Bernard Parker. Na de wedstrijd werd er een onderzoek ingesteld over de inzetbaarheid van een niet-gerechtigde speler van Ethiopië tegen Botswana, de eindstand van de wedstrijd werd omgezet van een 1-2 zege van Ethiopië naar een 3-0 nederlaag. De voorsprong slinkte naar twee punten. Een overwinning op Centraal Afrika was nu noodzakelijk, Ethiopië boog een 1-0 achterstand om in een 1-2 overwinning en Zuid-Afrika was alsnog uitgeschakeld. Ethiopië moest in de Play-Offs spelen tegen ander vooraanstaand Afrikaans land: Nigeria.
| Nr. | Land               | GW | W | G | V | DV | DT | DS | Ptn | Resultaat                           |
| --- | ------------------ | -- | - | - | - | -- | -- | -- | --- | ----------------------------------- |
| 1   | Ethiopië           | 6  | 4 | 1 | 1 | 8  | 6  | +2 | 13  | Gekwalificeerd voor de derde ronde. |
| 2   | Zuid-Afrika        | 6  | 3 | 2 | 1 | 12 | 5  | +7 | 11  |                                     |
| 3   | Botswana           | 6  | 2 | 1 | 3 | 8  | 10 | −2 | 7   |                                     |
| 4   | Centr.-Afrik. Rep. | 6  | 1 | 0 | 5 | 5  | 12 | −7 | 3   |                                     |

|                                              |                     |         |          |                                                                                        |
| 2 juni 2012 «onderlinge duels» 15:00 (UTC+1) | Centr.-Afrik. Rep.  | 2 – 0   | Botswana | Barthélemy Bogandastadion, Bangui Toeschouwers: 20.000 Scheidsrechter: Bernard Camille |
| 2 juni 2012 «onderlinge duels» 15:00 (UTC+1) | Kethevoama 19', 49' | Verslag |          | Barthélemy Bogandastadion, Bangui Toeschouwers: 20.000 Scheidsrechter: Bernard Camille |

|                                              |             |         |          |                                                                                            |
| 3 juni 2012 «onderlinge duels» 15:00 (UTC+2) | Zuid-Afrika | 1 – 1   | Ethiopië | Royal Bafokengstadion, Rustenburg Toeschouwers: 13.611 Scheidsrechter: Hamada Nampiandraza |
| 3 juni 2012 «onderlinge duels» 15:00 (UTC+2) | Mphela 77'  | Verslag | Said 28' | Royal Bafokengstadion, Rustenburg Toeschouwers: 13.611 Scheidsrechter: Hamada Nampiandraza |

|                                              |          |         |             |                                                                                              |
| 9 juni 2012 «onderlinge duels» 15:00 (UTC+2) | Botswana | 1 – 1   | Zuid-Afrika | University of Botswana Stadium, Gaborone Toeschouwers: 7.500 Scheidsrechter: Mahamadou Keita |
| 9 juni 2012 «onderlinge duels» 15:00 (UTC+2) | Nato 38' | Verslag | Gould 14'   | University of Botswana Stadium, Gaborone Toeschouwers: 7.500 Scheidsrechter: Mahamadou Keita |

|                                               |               |         |                               |                                                                                       |
| 10 juni 2012 «onderlinge duels» 16:00 (UTC+3) | Ethiopië      | 2 – 0   | Centraal-Afrikaanse Republiek | Addis Ababa Stadion, Addis Abeba Toeschouwers: 25.000 Scheidsrechter: Anthony Raphael |
| 10 juni 2012 «onderlinge duels» 16:00 (UTC+3) | Said 36', 88' | Verslag |                               | Addis Ababa Stadion, Addis Abeba Toeschouwers: 25.000 Scheidsrechter: Anthony Raphael |

|                                                |                        |         |                               |                                                                              |
| 23 maart 2013 «onderlinge duels» 20:15 (UTC+2) | Zuid-Afrika            | 2 – 0   | Centraal-Afrikaanse Republiek | Groenpuntstadion, Kaapstad Toeschouwers: 36.740 Scheidsrechter: Ali Kalyango |
| 23 maart 2013 «onderlinge duels» 20:15 (UTC+2) | Matlaba 33' Parker 71' | Verslag |                               | Groenpuntstadion, Kaapstad Toeschouwers: 36.740 Scheidsrechter: Ali Kalyango |

|                                                |            |         |          |                                                                                      |
| 24 maart 2013 «onderlinge duels» 16:00 (UTC+3) | Ethiopië   | 1 – 0   | Botswana | Addis Ababa Stadion, Addis Abeba Toeschouwers: 22.000 Scheidsrechter: Rédouane Jiyed |
| 24 maart 2013 «onderlinge duels» 16:00 (UTC+3) | Kebede 89' | Verslag |          | Addis Ababa Stadion, Addis Abeba Toeschouwers: 22.000 Scheidsrechter: Rédouane Jiyed |

|                                              |             |               |                     |                                                                         |
| 8 juni 2013 «onderlinge duels» 15:00 (UTC+2) | Botswana    | 3 – 0 (regl.) | Ethiopië            | Lobatsestadion, Lobatse Toeschouwers: 5.000 Scheidsrechter: Denis Batte |
| 8 juni 2013 «onderlinge duels» 15:00 (UTC+2) | Sembowa 76' | Verslag       | Kebede 33' Said 45' | Lobatsestadion, Lobatse Toeschouwers: 5.000 Scheidsrechter: Denis Batte |

|                                              |                               |         |                                         |                                                                                              |
| 8 juni 2013 «onderlinge duels» 15:00 (UTC+1) | Centraal-Afrikaanse Republiek | 0 – 3   | Zuid-Afrika                             | Ahmadou Ahidjostadion, Yaoundé (Kameroen) Toeschouwers: 7.000 Scheidsrechter: William Agbovi |
| 8 juni 2013 «onderlinge duels» 15:00 (UTC+1) |                               | Verslag | Parker 26' Tshabalala 43' Mashego 90+1' | Ahmadou Ahidjostadion, Yaoundé (Kameroen) Toeschouwers: 7.000 Scheidsrechter: William Agbovi |

|                                               |                                             |         |                               |                                                                              |
| 15 juni 2013 «onderlinge duels» 15:00 (UTC+2) | Botswana                                    | 3 – 2   | Centraal-Afrikaanse Republiek | Lobatsestadion, Lobatse Toeschouwers: 2.500 Scheidsrechter: Juste Ephrem Zio |
| 15 juni 2013 «onderlinge duels» 15:00 (UTC+2) | Ramatlhakwane 41' (pen.) Ngele 74' Nato 86' | Verslag | 33', 50' Ozingoni             | Lobatsestadion, Lobatse Toeschouwers: 2.500 Scheidsrechter: Juste Ephrem Zio |

|                                               |                              |         |             |                                                                                      |
| 16 juni 2013 «onderlinge duels» 16:00 (UTC+3) | Ethiopië                     | 2 – 1   | Zuid-Afrika | Addis Ababa Stadion, Addis Abeba Toeschouwers: 22.000 Scheidsrechter: Mohamed Farouk |
| 16 juni 2013 «onderlinge duels» 16:00 (UTC+3) | Kebede 42' Parker 70' (e.d.) | Verslag | 33' Parker  | Addis Ababa Stadion, Addis Abeba Toeschouwers: 22.000 Scheidsrechter: Mohamed Farouk |

|                                                   |                               |         |                      | |
| 7 september 2013 «onderlinge duels» 14:30 (UTC+1) | Centraal-Afrikaanse Republiek | 1 – 2   | Ethiopië             | Stade Alphonse Massemba-Débat, Brazzaville (Congo-Brazzaville) Toeschouwers: 1.500 Scheidsrechter: Mohamed Benouza |
| 7 september 2013 «onderlinge duels» 14:30 (UTC+1) | Keita 23'                     | Verslag | 48' Said 61' Teshome | Stade Alphonse Massemba-Débat, Brazzaville (Congo-Brazzaville) Toeschouwers: 1.500 Scheidsrechter: Mohamed Benouza |

|                                                   |                                                 |         |                   |                                                                                 |
| 7 september 2013 «onderlinge duels» 15:30 (UTC+2) | Zuid-Afrika                                     | 4 – 1   | Botswana          | Moses Mabhidastadion, Durban Toeschouwers: 28.712 Scheidsrechter: Badara Diatta |
| 7 september 2013 «onderlinge duels» 15:30 (UTC+2) | Erasmus 28' Furman 45+1' Parker 84', 89' (pen.) | Verslag | 73' Ramatlhakwane | Moses Mabhidastadion, Durban Toeschouwers: 28.712 Scheidsrechter: Badara Diatta |

### Groep B
Tunesië zat ook in een poule met weinig aanspreekbare tegenstanders en leek zich makkelijk te plaatsen nadat het de eerste drie wedstrijden won. Belangrijkste tegenstrever Kaapverdië verloor alle drie wedstrijden. De laatste wedstrijd van die serie tegen Equatoriaal-Guinea, die met 4-3 verloren ging, werd omgezet in een 0-3 overwinning, omdat Equatoriaal-Guinea een niet-speelgerechtigde speler had opgesteld, nota bene een speler die drie keer scoorde in deze wedstrijd. Omdat Tunesië daarna twee keer gelijk speelde en Kaapverdië twee keer won was de strijd weer open, Tunesië had nog twee punten voorsprong over met nog één speelronde te gaan, beide landen speelden tegen elkaar. De sensatie was compleet nadat Kaapverdië met 0-2 won en zich plaatste voor de Play-Offs. Echter nu had Kaapverdië een administratieve fout gemaakt en de wedstrijd werd omgezet in een 3-0 zege voor Tunesië. De coach van Tunesië had ontslag genomen, Ruud Krol volgde hem op. Tegenstander in de Play-Offs was Kameroen.
| Nr. | Land               | GW | W | G | V | DV | DT | DS | Ptn | Resultaat                           |
| --- | ------------------ | -- | - | - | - | -- | -- | -- | --- | ----------------------------------- |
| 1   | Tunesië            | 6  | 4 | 2 | 0 | 13 | 6  | +7 | 14  | Gekwalificeerd voor de derde ronde. |
| 2   | Kaapverdië         | 6  | 3 | 0 | 3 | 9  | 7  | +2 | 9   |                                     |
| 3   | Sierra Leone       | 6  | 2 | 2 | 2 | 10 | 10 | 0  | 8   |                                     |
| 4   | Equatoriaal-Guinea | 6  | 0 | 2 | 4 | 6  | 15 | −9 | 2   |                                     |

|                                            |                     |         |                    |                                                                                 |
| 2 juni 2012 «onderlinge duels» 16:30 (UTC) | Sierra Leone        | 2 – 1   | Kaapverdië         | Nationaal Stadion, Freetown Toeschouwers: 25.000 Scheidsrechter: William Agbovi |
| 2 juni 2012 «onderlinge duels» 16:30 (UTC) | Kamara 11' Suma 26' | Verslag | Marco Soares 90+3' | Nationaal Stadion, Freetown Toeschouwers: 25.000 Scheidsrechter: William Agbovi |

|                                              |                            |         |                    |                                                                                     |
| 2 juni 2012 «onderlinge duels» 18:00 (UTC+1) | Tunesië                    | 3 – 1   | Equatoriaal-Guinea | Stade Mustapha Ben Jannet, Monastir Toeschouwers: 10.000 Scheidsrechter: Mehdi Abid |
| 2 juni 2012 «onderlinge duels» 18:00 (UTC+1) | Jomaa 51' Hammadi 56', 86' | Verslag | Randy 34'          | Stade Mustapha Ben Jannet, Monastir Toeschouwers: 10.000 Scheidsrechter: Mehdi Abid |

|                                              |                    |         |                                |                                                                                  |
| 9 juni 2012 «onderlinge duels» 18:00 (UTC+1) | Equatoriaal-Guinea | 2 – 2   | Sierra Leone                   | Nuevo Estadio de Malabo, Malabo Toeschouwers: 4.000 Scheidsrechter: Adam Cordier |
| 9 juni 2012 «onderlinge duels» 18:00 (UTC+1) | Juvenal 14', 40'   | Verslag | Barlay 22' Ibrahim Bangura 25' | Nuevo Estadio de Malabo, Malabo Toeschouwers: 4.000 Scheidsrechter: Adam Cordier |

|                                              |            |         |                       |                                                                             |
| 9 juni 2012 «onderlinge duels» 16:30 (UTC−1) | Kaapverdië | 1 – 2   | Tunesië               | Estádio da Várzea, Praia Toeschouwers: 3.600 Scheidsrechter: Redouane Jiyed |
| 9 juni 2012 «onderlinge duels» 16:30 (UTC−1) | Fortes 26' | Verslag | Khalifa 14' Jomaa 46' | Estádio da Várzea, Praia Toeschouwers: 3.600 Scheidsrechter: Redouane Jiyed |

|                                                |                                     |               |                             |                                                                               |
| 23 maart 2013 «onderlinge duels» 17:00 (UTC+1) | Equatoriaal-Guinea                  | 0 – 3 (regl.) | Kaapverdië                  | Estadio de Malabo, Malabo Toeschouwers: 8.000 Scheidsrechter: Mahamadou Keita |
| 23 maart 2013 «onderlinge duels» 17:00 (UTC+1) | Nsue 3', 16' (pen.), 78' Rincón 87' | Verslag       | Djaniny 5', 84' Platini 18' | Estadio de Malabo, Malabo Toeschouwers: 8.000 Scheidsrechter: Mahamadou Keita |

|                                                |                        |         |               |                                                                                           |
| 22 maart 2013 «onderlinge duels» 19:10 (UTC+1) | Tunesië                | 2 – 1   | Sierra Leone  | Stade Olympique de Radès, Radès Toeschouwers: 10.000 Scheidsrechter: Mal Souley Mohamadou |
| 22 maart 2013 «onderlinge duels» 19:10 (UTC+1) | Darragi 57' Khazri 72' | Verslag | A. Kamara 74' | Stade Olympique de Radès, Radès Toeschouwers: 10.000 Scheidsrechter: Mal Souley Mohamadou |

|                                            |                       |         |                                    |                                                                                     |
| 8 juni 2013 «onderlinge duels» 16:30 (UTC) | Sierra Leone          | 2 – 2   | Tunesië                            | Nationaal Stadion, Freetown Toeschouwers: 20.000 Scheidsrechter: Eric Otogo-Castane |
| 8 juni 2013 «onderlinge duels» 16:30 (UTC) | Kamara 39' Kamara 72' | Verslag | Darragi 55' (pen.) Ben Youssef 90' | Nationaal Stadion, Freetown Toeschouwers: 20.000 Scheidsrechter: Eric Otogo-Castane |

|                                              |                         |               |                    |                                                                                         |
| 8 juni 2013 «onderlinge duels» 16:30 (UTC−1) | Kaapverdië              | 3 – 0 (regl.) | Equatoriaal-Guinea | Estádio da Várzea, Praia Toeschouwers: 3.500 Scheidsrechter: Helder Martins de Carvalho |
| 8 juni 2013 «onderlinge duels» 16:30 (UTC−1) | Babanco 17' Djaniny 53' | Verslag       | Obina 54'          | Estádio da Várzea, Praia Toeschouwers: 3.500 Scheidsrechter: Helder Martins de Carvalho |

|                                               |            |         |              |                                                                              |
| 15 juni 2013 «onderlinge duels» 16:30 (UTC−1) | Kaapverdië | 1 – 0   | Sierra Leone | Estádio da Várzea, Praia Toeschouwers: 3.500 Scheidsrechter: Anthony Raphaël |
| 15 juni 2013 «onderlinge duels» 16:30 (UTC−1) | Nhuck 12'  | Verslag |              | Estádio da Várzea, Praia Toeschouwers: 3.500 Scheidsrechter: Anthony Raphaël |

|                                               |                    |         |                            |                                                                               |
| 16 juni 2013 «onderlinge duels» 17:00 (UTC+1) | Equatoriaal-Guinea | 1 – 1   | Tunesië                    | Estadio de Malabo, Malabo Toeschouwers: 8.000 Scheidsrechter: Bernard Camille |
| 16 juni 2013 «onderlinge duels» 17:00 (UTC+1) | Juvenal 36' (pen.) | Verslag | Oussama Darragi 64' (pen.) | Estadio de Malabo, Malabo Toeschouwers: 8.000 Scheidsrechter: Bernard Camille |

|                                                   |         |               |                       |                                                                                    |
| 7 september 2013 «onderlinge duels» 19:45 (UTC+1) | Tunesië | 3 – 0 (regl.) | Kaapverdië            | Stade Olympique de Radès, Radès Toeschouwers: 9.000 Scheidsrechter: Bakary Gassama |
| 7 september 2013 «onderlinge duels» 19:45 (UTC+1) |         | Verslag       | Platini 28' Nhuck 42' | Stade Olympique de Radès, Radès Toeschouwers: 9.000 Scheidsrechter: Bakary Gassama |

|                                                 |                                            |         |                        |                                                                                  |
| 7 september 2013 «onderlinge duels» 16:30 (UTC) | Sierra Leone                               | 3 – 2   | Equatoriaal-Guinea     | Nationaal Stadion, Freetown Toeschouwers: 3.000 Scheidsrechter: Mohamed El Fadil |
| 7 september 2013 «onderlinge duels» 16:30 (UTC) | Bangura 21' Kagbo 40' (pen.) A. Kamara 70' | Verslag | Juvenal 86' Bolado 89' | Nationaal Stadion, Freetown Toeschouwers: 3.000 Scheidsrechter: Mohamed El Fadil |

### Groep C
Marokko was een gevallen voetbalgrootmacht geworden in Afrika en behoorde niet meer tot de geplaatste landen, de loting wees uit dat het moest spelen tegen een van de sterkste landen van Afrika: Ivoorkust. Marokko werd in eerste instantie gecoacht door ex-topspeler van België Erik Gerets, maar hij werd ontslagen na een nederlaag tegen Mozambique in de voorronde van de Afrika Cup. Nadat de eerste twee wedstrijden tegen Ivoorkust en Gambia in een benauwd gelijkspel eindigden dankzij late gelijkmakers ging de ploeg blamerend onderuit tegen dreumes Tanzania: 3-1, waardoor de achterstand op Ivoorkust te groot werd (vijf punten achterstand met nog drie wedstrijden te gaan). Na een 2-4 overwinning in en tegen Tanzania was kwalificatie voor de Play-Offs zeker voor Ivoorkust, tegenstander werd Senegal.
| Nr. | Land      | GW | W | G | V | DV | DT | DS  | Ptn | Resultaat                           |
| --- | --------- | -- | - | - | - | -- | -- | --- | --- | ----------------------------------- |
| 1   | Ivoorkust | 6  | 4 | 2 | 0 | 15 | 5  | +10 | 14  | Gekwalificeerd voor de derde ronde. |
| 2   | Marokko   | 6  | 2 | 3 | 1 | 9  | 8  | +1  | 9   |                                     |
| 3   | Tanzania  | 6  | 2 | 0 | 4 | 8  | 12 | −4  | 6   |                                     |
| 4   | Gambia    | 6  | 1 | 1 | 4 | 4  | 11 | −7  | 4   |                                     |

|                                            |            |         |            |                                                                              |
| 2 juni 2012 «onderlinge duels» 16:30 (UTC) | Gambia     | 1 – 1   | Marokko    | Independence Stadium, Bakau Toeschouwers: 15.000 Scheidsrechter: Sidi Alioum |
| 2 juni 2012 «onderlinge duels» 16:30 (UTC) | Jammeh 15' | Verslag | 76' Kharja | Independence Stadium, Bakau Toeschouwers: 15.000 Scheidsrechter: Sidi Alioum |

|                                            |                         |         |                 |                                                                                        |
| 2 juni 2012 «onderlinge duels» 17:00 (UTC) | Ivoorkust               | 2 – 0   | Tanzania        | Stade Félix Houphouët-Boigny, Abidjan Toeschouwers: 15.000 Scheidsrechter: Slim Jedidi |
| 2 juni 2012 «onderlinge duels» 17:00 (UTC) | S. Kalou 10' Drogba 71' | Verslag | 12', 65' Aggrey | Stade Félix Houphouët-Boigny, Abidjan Toeschouwers: 15.000 Scheidsrechter: Slim Jedidi |

|                                              |                            |         |                            |                                                                                 |
| 9 juni 2012 «onderlinge duels» 21:00 (UTC+1) | Marokko                    | 2 – 2   | Ivoorkust                  | Stade de Marrakech, Marrakech Toeschouwers: 36.000 Scheidsrechter: Gehad Grisha |
| 9 juni 2012 «onderlinge duels» 21:00 (UTC+1) | Kharja 42' Abourazzouk 89' | Verslag | 8' S. Kalou 60' Kolo Touré | Stade de Marrakech, Marrakech Toeschouwers: 36.000 Scheidsrechter: Gehad Grisha |

|                                               |                       |         |           |                                                                                        |
| 10 juni 2012 «onderlinge duels» 16:00 (UTC+3) | Tanzania              | 2 – 1   | Gambia    | Stade Benjamin Mkapa, Dar Es Salaam Toeschouwers: 20.000 Scheidsrechter: Ruzive Ruzive |
| 10 juni 2012 «onderlinge duels» 16:00 (UTC+3) | Kapombe 62' Nyoni 85' | Verslag | 8' Ceesay | Stade Benjamin Mkapa, Dar Es Salaam Toeschouwers: 20.000 Scheidsrechter: Ruzive Ruzive |

|                                              |                                   |         |        |                                                                                               |
| 23 maart 2013 «onderlinge duels» 17.00 (UTC) | Ivoorkust                         | 3 – 0   | Gambia | Stade Félix Houphouët-Boigny, Abidjan Toeschouwers: 20.000 Scheidsrechter: Eric Otogo-Castane |
| 23 maart 2013 «onderlinge duels» 17.00 (UTC) | Bony 46' Yaya Touré 59' Kalou 70' | Verslag |        | Stade Félix Houphouët-Boigny, Abidjan Toeschouwers: 20.000 Scheidsrechter: Eric Otogo-Castane |

|                                                |                             |         |                | |
| 24 maart 2013 «onderlinge duels» 15.00 (UTC+3) | Tanzania                    | 3 – 1   | Marokko        | Stade Benjamin Mkapa, Dar Es Salaam Toeschouwers: 40.000 Scheidsrechter: Helder Martins de Carvalho |
| 24 maart 2013 «onderlinge duels» 15.00 (UTC+3) | Ulimwengu 46' Samata 67 80' | Verslag | 90+3' El-Arabi | Stade Benjamin Mkapa, Dar Es Salaam Toeschouwers: 40.000 Scheidsrechter: Helder Martins de Carvalho |

|                                            |        |         |                               |                                                                                |
| 8 juni 2013 «onderlinge duels» 16:30 (UTC) | Gambia | 0 – 3   | Ivoorkust                     | Independence Stadium, Bakau Toeschouwers: 24.000 Scheidsrechter: Janny Sikazwe |
| 8 juni 2013 «onderlinge duels» 16:30 (UTC) |        | Verslag | 12' Traoré 62' Bony 90' Touré | Independence Stadium, Bakau Toeschouwers: 24.000 Scheidsrechter: Janny Sikazwe |

|                                              |                                  |         |            |                                                                                   |
| 8 juni 2013 «onderlinge duels» 21:00 (UTC+1) | Marokko                          | 2 – 1   | Tanzania   | Stade de Marrakech, Marrakech Toeschouwers: 15.000 Scheidsrechter: Daniel Bennett |
| 8 juni 2013 «onderlinge duels» 21:00 (UTC+1) | Hamdallah 40(pen.)' El-Arabi 51' | Verslag | 62' Kiemba | Stade de Marrakech, Marrakech Toeschouwers: 15.000 Scheidsrechter: Daniel Bennett |

|                                               |                         |         |                                             |                                                                                       |
| 16 juni 2013 «onderlinge duels» 15:00 (UTC+3) | Tanzania                | 2 – 4   | Ivoorkust                                   | Benjamin Mkapa Stadion, Dar es Salaam Toeschouwers: 60.000 Scheidsrechter: Mehdi Abid |
| 16 juni 2013 «onderlinge duels» 15:00 (UTC+3) | Kiemba 2' Ulimwengu 35' | Verslag | 13' Traoré 23', 44' (pen.) Touré 90+3' Bony | Benjamin Mkapa Stadion, Dar es Salaam Toeschouwers: 60.000 Scheidsrechter: Mehdi Abid |

|                                               |                         |         |        |                                                                                     |
| 15 juni 2013 «onderlinge duels» 21:00 (UTC+1) | Marokko                 | 2 – 0   | Gambia | Stade de Marrakech, Marrakech Toeschouwers: 15.000 Scheidsrechter: Mohamed El Fadil |
| 15 juni 2013 «onderlinge duels» 21:00 (UTC+1) | Barrada 3' Belhanda 51' | Verslag |        | Stade de Marrakech, Marrakech Toeschouwers: 15.000 Scheidsrechter: Mohamed El Fadil |

|                                                 |            |         |              |                                                                                            |
| 7 september 2013 «onderlinge duels» 17:00 (UTC) | Ivoorkust  | 1 – 1   | Marokko      | Stade Félix Houphouët-Boigny, Abidjan Toeschouwers: 20.000 Scheidsrechter: Bernard Camille |
| 7 september 2013 «onderlinge duels» 17:00 (UTC) | Drogba 83' | Verslag | 53' El-Arabi | Stade Félix Houphouët-Boigny, Abidjan Toeschouwers: 20.000 Scheidsrechter: Bernard Camille |

|                                                 |                |         |          |                                                                                 |
| 7 september 2013 «onderlinge duels» 16:30 (UTC) | Gambia         | 2 – 0   | Tanzania | Independence Stadium, Bakau Toeschouwers: 10.000 Scheidsrechter: Hudu Munyemana |
| 7 september 2013 «onderlinge duels» 16:30 (UTC) | Jarju 45', 51' | Verslag |          | Independence Stadium, Bakau Toeschouwers: 10.000 Scheidsrechter: Hudu Munyemana |

### Groep D
Zambia werd in 2012 verrassend Afrikaans kampioen door na strafschoppen van Ivoorkust te winnen en leek een geduchte tegenstander voor Ghana in de kwalificatie voor de tweede ronde. Na een 1-0-zege op Ghana leken de verwachtingen realistisch, maar met gelijke spelen tegen Lesotho en Soedan werden dure punten verspeeld en er moest op de laatste speeldag opnieuw van Ghana gewonnen worden. Dat was te veel gevraagd voor de inmiddels onttroonde Afrikaans kampioen en met een 2-1-zege plaatste Ghana zich voor de Play-Offs, tegenstander werd Egypte.
| Nr. | Land    | GW | W | G | V | DV | DT | DS  | Ptn | Resultaat                           |
| --- | ------- | -- | - | - | - | -- | -- | --- | --- | ----------------------------------- |
| 1   | Ghana   | 6  | 5 | 0 | 1 | 18 | 3  | +15 | 15  | Gekwalificeerd voor de derde ronde. |
| 2   | Zambia  | 6  | 3 | 2 | 1 | 11 | 4  | +7  | 11  |                                     |
| 3   | Lesotho | 6  | 1 | 2 | 3 | 4  | 16 | −12 | 5   |                                     |
| 4   | Soedan  | 6  | 0 | 2 | 4 | 4  | 14 | −10 | 2   |                                     |

|                                            |                                                                       |         |                 |                                                                             |
| 1 juni 2012 «onderlinge duels» 17:00 (UTC) | Ghana                                                                 | 7 – 0   | Lesotho         | Baba Yarastadion, Kumasi Toeschouwers: 38.000 Scheidsrechter: Badara Diatta |
| 1 juni 2012 «onderlinge duels» 17:00 (UTC) | Muntari 15' Adiyiah 24', 49' J. Ayew 45', 89' Atsu 86' Akaminko 90+1' | Verslag | 84', 90' Koetle | Baba Yarastadion, Kumasi Toeschouwers: 38.000 Scheidsrechter: Badara Diatta |

|                                              |                   |               |        |                                                                                   |
| 2 juni 2012 «onderlinge duels» 20:00 (UTC+3) | Soedan            | 0 – 3 (regl.) | Zambia | Al-Hilalstadion, Khartoem Toeschouwers: 18.000 Scheidsrechter: Aboubacar Bangoura |
| 2 juni 2012 «onderlinge duels» 20:00 (UTC+3) | Tahir 50' Ali 73' | Verslag       |        | Al-Hilalstadion, Khartoem Toeschouwers: 18.000 Scheidsrechter: Aboubacar Bangoura |

|                                              |             |         |       |                                                                          |
| 9 juni 2012 «onderlinge duels» 15:00 (UTC+2) | Zambia      | 1 – 0   | Ghana | Nieuw Ndolastadion, Ndola Toeschouwers: 40.000 Scheidsrechter: Med Kordi |
| 9 juni 2012 «onderlinge duels» 15:00 (UTC+2) | Katongo 15' | Verslag |       | Nieuw Ndolastadion, Ndola Toeschouwers: 40.000 Scheidsrechter: Med Kordi |

|                                               |         |       |        |                                                                              |
| 10 juni 2012 «onderlinge duels» 15:00 (UTC+2) | Lesotho | 0 – 0 | Soedan | Setsotostadion, Maseru Toeschouwers: 4.000 Scheidsrechter: Rainhold Shikongo |
| 10 juni 2012 «onderlinge duels» 15:00 (UTC+2) | Verslag |       |        | Setsotostadion, Maseru Toeschouwers: 4.000 Scheidsrechter: Rainhold Shikongo |

|                                              |                                                 |         |        |                                                                                     |
| 24 maart 2013 «onderlinge duels» 16:00 (UTC) | Ghana                                           | 4 – 0   | Soedan | Baba Yarastadion, Kumasi Toeschouwers: 38.000 Scheidsrechter: Anthony Ramsy Raphael |
| 24 maart 2013 «onderlinge duels» 16:00 (UTC) | Gyan 19' Wakaso 38' Waris 80' Agyemang-Badu 83' | Verslag |        | Baba Yarastadion, Kumasi Toeschouwers: 38.000 Scheidsrechter: Anthony Ramsy Raphael |

|                                                |            |         |             |                                                                             |
| 24 maart 2013 «onderlinge duels» 15:00 (UTC+2) | Lesotho    | 1 – 1   | Zambia      | Setsotostadion, Maseru Toeschouwers: 15.000 Scheidsrechter: Malang Diedhiou |
| 24 maart 2013 «onderlinge duels» 15:00 (UTC+2) | Marabe 88' | Verslag | 74' Mbesuma | Setsotostadion, Maseru Toeschouwers: 15.000 Scheidsrechter: Malang Diedhiou |

|                                              |                     |         |                           |                                                                            |
| 7 juni 2013 «onderlinge duels» 20:00 (UTC+3) | Soedan              | 1 – 3   | Ghana                     | Khartoumstadion, Khartoem Toeschouwers: 3.211 Scheidsrechter: Ousmane Fall |
| 7 juni 2013 «onderlinge duels» 20:00 (UTC+3) | El Tahir 26' (pen.) | Verslag | 20', 57' Gyan 83' Muntari | Khartoumstadion, Khartoem Toeschouwers: 3.211 Scheidsrechter: Ousmane Fall |

|                                              |                                          |         |         |                                                                               |
| 8 juni 2013 «onderlinge duels» 15:00 (UTC+2) | Zambia                                   | 4 – 0   | Lesotho | Nieuw Ndolastadion, Ndola Toeschouwers: 36.000 Scheidsrechter: Ali Lemghaifry |
| 8 juni 2013 «onderlinge duels» 15:00 (UTC+2) | Mulenga 36', 64' Katongo 61' Mbesuma 83' | Verslag |         | Nieuw Ndolastadion, Ndola Toeschouwers: 36.000 Scheidsrechter: Ali Lemghaifry |

|                                               |         |         |                   |                                                                               |
| 15 juni 2013 «onderlinge duels» 15:00 (UTC+2) | Lesotho | 0 – 2   | Ghana             | Setsotostadion, Maseru Toeschouwers: 1.961 Scheidsrechter: Thierry Nkurunziza |
| 15 juni 2013 «onderlinge duels» 15:00 (UTC+2) |         | Verslag | 44' Atsu 75' Gyan | Setsotostadion, Maseru Toeschouwers: 1.961 Scheidsrechter: Thierry Nkurunziza |

|                                               |             |         |             |                                                                                   |
| 15 juni 2013 «onderlinge duels» 15:00 (UTC+2) | Zambia      | 1 – 1   | Soedan      | Nieuw Ndolastadion, Ndola Toeschouwers: 37.200 Scheidsrechter: Eric Otogo-Castane |
| 15 juni 2013 «onderlinge duels» 15:00 (UTC+2) | Mulenga 70' | Verslag | 72' Abdalla | Nieuw Ndolastadion, Ndola Toeschouwers: 37.200 Scheidsrechter: Eric Otogo-Castane |

|                                                 |                       |         |             |                                                                               |
| 6 september 2013 «onderlinge duels» 16:00 (UTC) | Ghana                 | 2 – 1   | Zambia      | Baba Yarastadion, Kumasi Toeschouwers: 40.000 Scheidsrechter: Djamel Haimoudi |
| 6 september 2013 «onderlinge duels» 16:00 (UTC) | Waris 17' Asamoah 66' | Verslag | 72' Sinkala | Baba Yarastadion, Kumasi Toeschouwers: 40.000 Scheidsrechter: Djamel Haimoudi |

|                                                   |          |         |                                        |                                                                               |
| 8 september 2013 «onderlinge duels» 20:00 (UTC+3) | Soedan   | 1 – 3   | Lesotho                                | Al-Hilalstadion, Omdurman Toeschouwers: 5.000 Scheidsrechter: Sylvester Kirwa |
| 8 september 2013 «onderlinge duels» 20:00 (UTC+3) | Bakri 2' | Verslag | 45' Seturumane 75' Lekhoana 77' Koetle | Al-Hilalstadion, Omdurman Toeschouwers: 5.000 Scheidsrechter: Sylvester Kirwa |

### Groep E
In het Afrikaanse kwalificatie-toernooi werden liefst acht wedstrijden omgezet in een reglementaire nederlaag van 0-3 vanwege het opstellen van een niet-gerechtigde speler, op de eerste speeldag van groep E waren dat allebei de twee wedstrijden in de eerste ronde. Het vooraf geplaatste Burkina Faso behoorde tot de gestrafte landen, een doelpuntloos gelijkspel werd omgezet in een 0-3 nederlaag tegen Congo-Brazzaville en na een 1-0 nederlaag tegen Gabon was de achterstand op Congo-Brazzaville na twee speeldagen zo goed als onoverbrugbaar (zes punten). De achtervolging werd ingezet met twee zeges op Niger en op de voorlaatste speeldag moest gewonnen worden van Congo-Brazzaville om uitschakeling te voorkomen. Jonathan Pitroipa scoorde vlak voor tijd de winnende treffer, waardoor de achterstand nog maar één punt was. Op de laatste speeldag werd het ook nog kansrijke Gabon met 1-0 verslagen en omdat Congo-Brazzaville niet verder kwam dan een 2-2 gelijkspel tegen Niger werden de Play-Offs alsnog gehaald, tegenstander was Algerije.
| Nr. | Land              | GW | W | G | V | DV | DT | DS | Ptn | Resultaat                           |
| --- | ----------------- | -- | - | - | - | -- | -- | -- | --- | ----------------------------------- |
| 1   | Burkina Faso      | 6  | 4 | 0 | 2 | 7  | 4  | +3 | 12  | Gekwalificeerd voor de derde ronde. |
| 2   | Congo-Brazzaville | 6  | 3 | 2 | 1 | 7  | 3  | +4 | 11  |                                     |
| 3   | Gabon             | 6  | 2 | 1 | 3 | 5  | 6  | −1 | 7   |                                     |
| 4   | Niger             | 6  | 1 | 1 | 4 | 6  | 12 | −6 | 4   |                                     |

|                                            |              |               |                   |                                                                                      |
| 2 juni 2012 «onderlinge duels» 18:00 (UTC) | Burkina Faso | 0 – 3 (regl.) | Congo-Brazzaville | Stade du 4-Août, Ouagadougou Toeschouwers: 23.904 Scheidsrechter: Bouchaib El Ahrach |
| 2 juni 2012 «onderlinge duels» 18:00 (UTC) | Verslag      |               |                   | Stade du 4-Août, Ouagadougou Toeschouwers: 23.904 Scheidsrechter: Bouchaib El Ahrach |

|                                              |         |               |       |                                                                                           |
| 3 juni 2012 «onderlinge duels» 16:00 (UTC+1) | Niger   | 3 – 0 (regl.) | Gabon | Stade Général Seyni Kountché, Niamey Toeschouwers: 20.000 Scheidsrechter: Djamel Haimoudi |
| 3 juni 2012 «onderlinge duels» 16:00 (UTC+1) | Verslag |               |       | Stade Général Seyni Kountché, Niamey Toeschouwers: 20.000 Scheidsrechter: Djamel Haimoudi |

|                                              |             |         |              |                                                                                       |
| 9 juni 2012 «onderlinge duels» 15:30 (UTC+1) | Gabon       | 1 – 0   | Burkina Faso | L'amitié Sino Gabonaise, Libreville Toeschouwers: 23.000 Scheidsrechter: Ousmane Fall |
| 9 juni 2012 «onderlinge duels» 15:30 (UTC+1) | Ebanega 57' | Verslag |              | L'amitié Sino Gabonaise, Libreville Toeschouwers: 23.000 Scheidsrechter: Ousmane Fall |

|                                              |                   |         |                  |                                                                                   |
| 9 juni 2012 «onderlinge duels» 15:30 (UTC+1) | Congo-Brazzaville | 1 – 0   | Niger            | Stade Municipal, Pointe-Noire Toeschouwers: 10.500 Scheidsrechter: Hudu Munyemana |
| 9 juni 2012 «onderlinge duels» 15:30 (UTC+1) | Malonga 89'       | Verslag | 31', 41' Chikoto | Stade Municipal, Pointe-Noire Toeschouwers: 10.500 Scheidsrechter: Hudu Munyemana |

|                                                |                   |         |       |                                                                                   |
| 23 maart 2013 «onderlinge duels» 15:30 (UTC+1) | Congo-Brazzaville | 1 – 0   | Gabon | Stade Municipal, Pointe-Noire Toeschouwers: 13.000 Scheidsrechter: Bakary Gassama |
| 23 maart 2013 «onderlinge duels» 15:30 (UTC+1) | Samba 61'         | Verslag |       | Stade Municipal, Pointe-Noire Toeschouwers: 13.000 Scheidsrechter: Bakary Gassama |

|                                              |                                               |         |       |                                                                                   |
| 23 maart 2013 «onderlinge duels» 18:00 (UTC) | Burkina Faso                                  | 4 – 0   | Niger | Stade du 4-Août, Ouagadougou Toeschouwers: 35.000 Scheidsrechter: Noumandiez Doué |
| 23 maart 2013 «onderlinge duels» 18:00 (UTC) | Pitroipa 3' Bancé 34' Kaboré 77' Nakoulma 86' | Verslag |       | Stade du 4-Août, Ouagadougou Toeschouwers: 35.000 Scheidsrechter: Noumandiez Doué |

|                                              |         |       |                   |                                                                                     |
| 8 juni 2013 «onderlinge duels» 15:30 (UTC+1) | Gabon   | 0 – 0 | Congo-Brazzaville | Stade de Franceville, Franceville Toeschouwers: 27.500 Scheidsrechter: Gehad Grisha |
| 8 juni 2013 «onderlinge duels» 15:30 (UTC+1) | Verslag |       |                   | Stade de Franceville, Franceville Toeschouwers: 27.500 Scheidsrechter: Gehad Grisha |

|                                              |       |         |              |                                                                                                 |
| 9 juni 2013 «onderlinge duels» 16:00 (UTC+1) | Niger | 0 – 1   | Burkina Faso | Stade Général Seyni Kountché, Niamey Toeschouwers: 18.000 Scheidsrechter: Bamlak Tessema Weyesa |
| 9 juni 2013 «onderlinge duels» 16:00 (UTC+1) |       | Verslag | 81' Pitroipa | Stade Général Seyni Kountché, Niamey Toeschouwers: 18.000 Scheidsrechter: Bamlak Tessema Weyesa |

|                                               |                   |         |              |                                                                                      |
| 15 juni 2013 «onderlinge duels» 15:30 (UTC+1) | Congo-Brazzaville | 0 – 1   | Burkina Faso | Stade Municipal, Pointe-Noire Toeschouwers: 13.497 Scheidsrechter: Rainhold Shikongo |
| 15 juni 2013 «onderlinge duels» 15:30 (UTC+1) |                   | Verslag | 38' Bancé    | Stade Municipal, Pointe-Noire Toeschouwers: 13.497 Scheidsrechter: Rainhold Shikongo |

|                                               |                                                              |         |            |                                                                                        |
| 15 juni 2013 «onderlinge duels» 16:00 (UTC+1) | Gabon                                                        | 4 – 1   | Niger      | Stade de Franceville, Franceville Toeschouwers: 12.000 Scheidsrechter: Samuel Chirinda |
| 15 juni 2013 «onderlinge duels» 16:00 (UTC+1) | Aubameyang 43' (pen.), 87' (pen.), 90+8' (pen.) Ecuele 90+7' | Verslag | 14' Seydou | Stade de Franceville, Franceville Toeschouwers: 12.000 Scheidsrechter: Samuel Chirinda |

|                                                 |              |         |       |                                                                                           |
| 7 september 2013 «onderlinge duels» 15:30 (UTC) | Burkina Faso | 1 – 0   | Gabon | Stade du 4-Août, Ouagadougou Toeschouwers: 30.000 Scheidsrechter: Rajindraparsad Seechurn |
| 7 september 2013 «onderlinge duels» 15:30 (UTC) | Nakoulma 54' | Verslag |       | Stade du 4-Août, Ouagadougou Toeschouwers: 30.000 Scheidsrechter: Rajindraparsad Seechurn |

|                                                   |                       |         |                           |                                                                                           |
| 7 september 2013 «onderlinge duels» 16:30 (UTC+1) | Niger                 | 2 – 2   | Congo-Brazzaville         | Stade Général Seyni Kountché, Niamey Toeschouwers: 20.000 Scheidsrechter: Koman Coulibaly |
| 7 september 2013 «onderlinge duels» 16:30 (UTC+1) | Cissé 34' Lamilou 70' | Verslag | 66' Nguessi 76' Kapolongo | Stade Général Seyni Kountché, Niamey Toeschouwers: 20.000 Scheidsrechter: Koman Coulibaly |

### Groep F
Doelpunten waren schaars in deze groep, er vielen slechts zeventien doelpunten in twaalf wedstrijden. Nigeria was de enige aanspreekbare ploeg in deze groep en was gedurende de kwalificatie Afrikaans kampioen geworden, maar speelde drie keer gelijk in vijf wedstrijden. Op de laatste speeldag speelde het tegen Malawi, dat ook nog ongeslagen was, maar moest winnen in Nigeria. Voor de wedstrijd noemde Nigeria-coach Stephen Keshi de coach van Malawi "A white dude who would go back to Belgium", de FIFA bestempelde dit racisme en gaf hem een waarschuwing. Nigeria stelde de Play-Offs zeker met een regelmatige 2-0 overwinning  en moest in de Play-Offs spelen tegen Ethiopië.
| Nr. | Land    | GW | W | G | V | DV | DT | DS | Ptn | Resultaat                           |
| --- | ------- | -- | - | - | - | -- | -- | -- | --- | ----------------------------------- |
| 1   | Nigeria | 6  | 3 | 3 | 0 | 7  | 3  | +4 | 12  | Gekwalificeerd voor de derde ronde. |
| 2   | Malawi  | 6  | 1 | 4 | 1 | 4  | 5  | −1 | 7   |                                     |
| 3   | Kenia   | 6  | 1 | 3 | 2 | 4  | 5  | −1 | 6   |                                     |
| 4   | Namibië | 6  | 1 | 2 | 3 | 2  | 4  | −2 | 5   |                                     |

|                                              |         |       |        |                                                                                                  |
| 2 juni 2012 «onderlinge duels» 16:00 (UTC+3) | Kenia   | 0 – 0 | Malawi | Moi International Sports Centre, Nairobi Toeschouwers: 14.000 Scheidsrechter: Eric Otogo-Castane |
| 2 juni 2012 «onderlinge duels» 16:00 (UTC+3) | Verslag |       |        | Moi International Sports Centre, Nairobi Toeschouwers: 14.000 Scheidsrechter: Eric Otogo-Castane |

|                                              |             |         |         |                                                                                |
| 3 juni 2012 «onderlinge duels» 16:00 (UTC+1) | Nigeria     | 1 – 0   | Namibië | U. J. Esuenestadion, Calabar Toeschouwers: 10.000 Scheidsrechter: Khalid Abdel |
| 3 juni 2012 «onderlinge duels» 16:00 (UTC+1) | I. Uche 80' | Verslag |         | U. J. Esuenestadion, Calabar Toeschouwers: 10.000 Scheidsrechter: Khalid Abdel |

|                                              |             |         |              |                                                                                      |
| 9 juni 2012 «onderlinge duels» 14:30 (UTC+2) | Malawi      | 1 – 1   | Nigeria      | Kamazustadion, Blantyre Toeschouwers: 25.000 Scheidsrechter: Rajindraparsad Seechurn |
| 9 juni 2012 «onderlinge duels» 14:30 (UTC+2) | Banda 90+3' | Verslag | 89' Egwuekwe | Kamazustadion, Blantyre Toeschouwers: 25.000 Scheidsrechter: Rajindraparsad Seechurn |

|                                              |           |         |       |                                                                               |
| 9 juni 2012 «onderlinge duels» 18:00 (UTC+1) | Namibië   | 1 – 0   | Kenia | Sam Nujomastadion, Windhoek Toeschouwers: 12.000 Scheidsrechter: Joshua Bondo |
| 9 juni 2012 «onderlinge duels» 18:00 (UTC+1) | Botes 75' | Verslag |       | Sam Nujomastadion, Windhoek Toeschouwers: 12.000 Scheidsrechter: Joshua Bondo |

|                                                |              |         |            |                                                                               |
| 23 maart 2013 «onderlinge duels» 16:00 (UTC+1) | Nigeria      | 1 – 1   | Kenia      | U. J. Esuenestadion, Calabar Toeschouwers: 7.475 Scheidsrechter: Joshua Bondo |
| 23 maart 2013 «onderlinge duels» 16:00 (UTC+1) | Oduamadi 88' | Verslag | Kahata 35' | U. J. Esuenestadion, Calabar Toeschouwers: 7.475 Scheidsrechter: Joshua Bondo |

|                                                |         |         |            |                                                                           |
| 23 maart 2013 «onderlinge duels» 17:00 (UTC+2) | Namibië | 0 – 1   | Malawi     | Sam Nujomastadion, Windhoek Toeschouwers: 5.000 Scheidsrechter: Med Kordi |
| 23 maart 2013 «onderlinge duels» 17:00 (UTC+2) |         | Verslag | Mhango 71' | Sam Nujomastadion, Windhoek Toeschouwers: 5.000 Scheidsrechter: Med Kordi |

|                                              |       |         |          |                                                                                               |
| 5 juni 2013 «onderlinge duels» 16:00 (UTC+3) | Kenia | 0 – 1   | Nigeria  | Moi International Sports Centre, Nairobi Toeschouwers: 30.000 Scheidsrechter: Noumandiez Doué |
| 5 juni 2013 «onderlinge duels» 16:00 (UTC+3) |       | Verslag | 81' Musa | Moi International Sports Centre, Nairobi Toeschouwers: 30.000 Scheidsrechter: Noumandiez Doué |

|                                              |         |       |         |                                                                              |
| 5 juni 2013 «onderlinge duels» 14:30 (UTC+2) | Malawi  | 0 – 0 | Namibië | Kamazustadion, Blantyre Toeschouwers: 17.000 Scheidsrechter: Koman Coulibaly |
| 5 juni 2013 «onderlinge duels» 14:30 (UTC+2) | Verslag |       |         | Kamazustadion, Blantyre Toeschouwers: 17.000 Scheidsrechter: Koman Coulibaly |

|                                               |                    |         |              |                                                                               |
| 12 juni 2013 «onderlinge duels» 20:00 (UTC+1) | Namibië            | 1 – 1   | Nigeria      | Sam Nujomastadion, Windhoek Toeschouwers: 9.000 Scheidsrechter: Mensur Maeruf |
| 12 juni 2013 «onderlinge duels» 20:00 (UTC+1) | Hotto Kavendji 77' | Verslag | 83' Oboabona | Sam Nujomastadion, Windhoek Toeschouwers: 9.000 Scheidsrechter: Mensur Maeruf |

|                                               |                         |         |                                |                                                                                  |
| 12 juni 2013 «onderlinge duels» 14:30 (UTC+2) | Malawi                  | 2 – 2   | Kenia                          | Kamazustadion, Blantyre Toeschouwers: 13.000 Scheidsrechter: Ali Mohamed Adelaid |
| 12 juni 2013 «onderlinge duels» 14:30 (UTC+2) | Ngalande 46' Ngambi 80' | Verslag | 52' Mohammed 90' (e.d.) Kayira | Kamazustadion, Blantyre Toeschouwers: 13.000 Scheidsrechter: Ali Mohamed Adelaid |

|                                                   |                                |         |        |                                                                                      |
| 7 september 2013 «onderlinge duels» 16:00 (UTC+1) | Nigeria                        | 2 – 0   | Malawi | U. J. Esuenestadion, Calabar Toeschouwers: 8.000 Scheidsrechter: Hamada Nampiandraza |
| 7 september 2013 «onderlinge duels» 16:00 (UTC+1) | Emenike 45+1' Moses 51' (pen.) | Verslag |        | U. J. Esuenestadion, Calabar Toeschouwers: 8.000 Scheidsrechter: Hamada Nampiandraza |

|                                                   |          |         |         |                                                                                            |
| 7 september 2013 «onderlinge duels» 16:00 (UTC+3) | Kenia    | 1 – 0   | Namibië | Moi International Sports Centre, Nairobi Toeschouwers: 20.000 Scheidsrechter: Gehad Grisha |
| 7 september 2013 «onderlinge duels» 16:00 (UTC+3) | Owino 5' | Verslag |         | Moi International Sports Centre, Nairobi Toeschouwers: 20.000 Scheidsrechter: Gehad Grisha |

### Groep G
Egypte zat in een moeilijke fase, het had zich twee keer achterelkaar niet geplaatst voor de Afrika Cup, terwijl het daarvoor drie keer Afrikaans kampioen was geworden. In deze kwalificatie-ronde herstelde de ploeg zich en won alle wedstrijden in een niet al te sterke groep. In deze periode brak Mohamed Salah van FC Basel door, hij scoorde zes doelpunten. Tegenstander in de Play-Offs werd Ghana.
| Nr. | Land       | GW | W | G | V | DV | DT | DS | Ptn | Resultaat                           |
| --- | ---------- | -- | - | - | - | -- | -- | -- | --- | ----------------------------------- |
| 1   | Egypte     | 6  | 6 | 0 | 0 | 16 | 7  | +9 | 18  | Gekwalificeerd voor de derde ronde. |
| 2   | Guinee     | 6  | 3 | 1 | 2 | 12 | 8  | +4 | 10  |                                     |
| 3   | Mozambique | 6  | 0 | 3 | 3 | 2  | 10 | −8 | 3   |                                     |
| 4   | Zimbabwe   | 6  | 0 | 2 | 4 | 4  | 9  | −5 | 2   |                                     |

|                                              |                        |         |            |                                                                                 |
| 1 juni 2012 «onderlinge duels» 20:00 (UTC+2) | Egypte                 | 2 – 0   | Mozambique | Borg El Arabstadion, Alexandrië Toeschouwers: 0 Scheidsrechter: Sylvester Kirwa |
| 1 juni 2012 «onderlinge duels» 20:00 (UTC+2) | Fatallah 55' Zidan 62' | Verslag |            | Borg El Arabstadion, Alexandrië Toeschouwers: 0 Scheidsrechter: Sylvester Kirwa |

|                                              |          |         |                     |                                                                                        |
| 3 juni 2012 «onderlinge duels» 15:00 (UTC+2) | Zimbabwe | 0 – 1   | Guinee              | Nationaal Stadion, Harare Toeschouwers: 30.000 Scheidsrechter: Rajindraparsad Seechurn |
| 3 juni 2012 «onderlinge duels» 15:00 (UTC+2) |          | Verslag | 27' Ibrahima Traoré | Nationaal Stadion, Harare Toeschouwers: 30.000 Scheidsrechter: Rajindraparsad Seechurn |

|                                               |            |       |          |                                                                              |
| 10 juni 2012 «onderlinge duels» 15:00 (UTC+2) | Mozambique | 0 – 0 | Zimbabwe | Estádio do Zimpeto, Maputo Toeschouwers: 26.000 Scheidsrechter: Ali Kalyango |
| 10 juni 2012 «onderlinge duels» 15:00 (UTC+2) | Verslag    |       |          | Estádio do Zimpeto, Maputo Toeschouwers: 26.000 Scheidsrechter: Ali Kalyango |

|                                             |                                                      |         |                                       |                                                                                 |
| 10 juni 2012 «onderlinge duels» 17:00 (UTC) | Guinee                                               | 2 – 3   | Egypte                                | Stade du 28 Septembre, Conakry Toeschouwers: 14.000 Scheidsrechter: Sidi Alioum |
| 10 juni 2012 «onderlinge duels» 17:00 (UTC) | Abdoul Camara 20' (pen.) A. Bangoura 88' Yattara 63' | Verslag | 58', 66' (pen.) Abo Treka 90+3' Salah | Stade du 28 Septembre, Conakry Toeschouwers: 14.000 Scheidsrechter: Sidi Alioum |

|                                                |            |       |        |                                                                                  |
| 24 maart 2013 «onderlinge duels» 15:00 (UTC+2) | Mozambique | 0 – 0 | Guinee | Estádio do Zimpeto, Maputo Toeschouwers: 25.000 Scheidsrechter: Mohamed El Fadil |
| 24 maart 2013 «onderlinge duels» 15:00 (UTC+2) | Verslag    |       |        | Estádio do Zimpeto, Maputo Toeschouwers: 25.000 Scheidsrechter: Mohamed El Fadil |

|                                                |                                   |         |            |                                                                                    |
| 26 maart 2013 «onderlinge duels» 19:00 (UTC+2) | Egypte                            | 2 – 1   | Zimbabwe   | Borg El Arabstadion, Alexandrië Toeschouwers: 10.000 Scheidsrechter: Badara Diatta |
| 26 maart 2013 «onderlinge duels» 19:00 (UTC+2) | Abd Rabo 64' Abo Treka 88' (pen.) | Verslag | 74' Musona | Borg El Arabstadion, Alexandrië Toeschouwers: 10.000 Scheidsrechter: Badara Diatta |

|                                            |                                                          |         |               |                                                                                 |
| 9 juni 2013 «onderlinge duels» 17:00 (UTC) | Guinee                                                   | 6 – 1   | Mozambique    | Stade du 28 Septembre, Conakry Toeschouwers: 14.000 Scheidsrechter: Kouamé Ndri |
| 9 juni 2013 «onderlinge duels» 17:00 (UTC) | Yattara 15', 90' Diallo 34', 45+1' Traoré 74' Diarra 80' | Verslag | 44' Domingues | Stade du 28 Septembre, Conakry Toeschouwers: 14.000 Scheidsrechter: Kouamé Ndri |

|                                              |                        |         |                                  |                                                                               |
| 9 juni 2013 «onderlinge duels» 15:00 (UTC+2) | Zimbabwe               | 2 – 4   | Egypte                           | Nationaal Stadion, Harare Toeschouwers: 40.000 Scheidsrechter: Bakary Gassama |
| 9 juni 2013 «onderlinge duels» 15:00 (UTC+2) | Musona 21' Zvasiya 81' | Verslag | 5' Abo Treka 41', 76', 83' Salah | Nationaal Stadion, Harare Toeschouwers: 40.000 Scheidsrechter: Bakary Gassama |

|                                               |            |         |           |                                                                               |
| 16 juni 2013 «onderlinge duels» 15:00 (UTC+2) | Mozambique | 0 – 1   | Egypte    | Estádio da Machava, Maputo Toeschouwers: 25.000 Scheidsrechter: Janny Sikazwe |
| 16 juni 2013 «onderlinge duels» 15:00 (UTC+2) |            | Verslag | 40' Salah | Estádio da Machava, Maputo Toeschouwers: 25.000 Scheidsrechter: Janny Sikazwe |

|                                             |             |         |          |                                                                                         |
| 16 juni 2013 «onderlinge duels» 17:00 (UTC) | Guinee      | 1 – 0   | Zimbabwe | Stade du 28 Septembre, Conakry Toeschouwers: 14.000 Scheidsrechter: Hamada Nampiandraza |
| 16 juni 2013 «onderlinge duels» 17:00 (UTC) | Yattara 37' | Verslag |          | Stade du 28 Septembre, Conakry Toeschouwers: 14.000 Scheidsrechter: Hamada Nampiandraza |

|                                                   |             |         |             |                                                                               |
| 8 september 2013 «onderlinge duels» 15:00 (UTC+2) | Zimbabwe    | 1 – 1   | Mozambique  | Nationaal Stadion, Harare Toeschouwers: 7.000 Scheidsrechter: Mahamadou Keita |
| 8 september 2013 «onderlinge duels» 15:00 (UTC+2) | Mambare 41' | Verslag | 69' Maninho | Nationaal Stadion, Harare Toeschouwers: 7.000 Scheidsrechter: Mahamadou Keita |

|                                                    |                                                           |         |                                  |                                                                                   |
| 10 september 2013 «onderlinge duels» 16:00 (UTC+2) | Egypte                                                    | 4 – 2   | Guinee                           | El Gounastadion, Alexandrië Toeschouwers: 0 Scheidsrechter: Bamlak Tessema Weyesa |
| 10 september 2013 «onderlinge duels» 16:00 (UTC+2) | Ghaly 38' Abo Treka 52' (pen.) Salah 83' Sakho 87' (e.d.) | Verslag | 5' (e.d.) El Abd 57' Naby Soumah | El Gounastadion, Alexandrië Toeschouwers: 0 Scheidsrechter: Bamlak Tessema Weyesa |

### Groep H
Groep H leek tijdens de eerste twee speelronden een spannende groep te worden, het favoriete Algerije verloor met 1-0 van Mali, dat op de eerste speeldag met 1-0 van Benin verloor. Algerije won daarna twee keer achterelkaar met 3-1 van Benin en omdat Mali de thuiswedstrijden tegen Benin en Rwanda niet wist te winnen was een zege op Rwanda goed genoeg voor kwalificatie voor de Play-Offs. Tegenstander in de Play-Offs werd Burkina Faso.
| Nr. | Land     | GW | W | G | V | DV | DT | DS | Ptn | Resultaat                           |
| --- | -------- | -- | - | - | - | -- | -- | -- | --- | ----------------------------------- |
| 1   | Algerije | 6  | 5 | 0 | 1 | 13 | 4  | +9 | 15  | Gekwalificeerd voor de derde ronde. |
| 2   | Mali     | 6  | 2 | 2 | 2 | 7  | 7  | 0  | 8   |                                     |
| 3   | Benin    | 6  | 2 | 2 | 2 | 8  | 9  | −1 | 8   |                                     |
| 4   | Rwanda   | 6  | 0 | 2 | 4 | 3  | 11 | −8 | 2   |                                     |

|                                              |                                           |         |        |                                                                                    |
| 2 juni 2012 «onderlinge duels» 20:30 (UTC+1) | Algerije                                  | 4 – 0   | Rwanda | Mustapha Tchakerstadion, Blida Toeschouwers: 20.000 Scheidsrechter: Bakary Gassama |
| 2 juni 2012 «onderlinge duels» 20:30 (UTC+1) | Feghouli 26' Soudani 31', 82' Slimani 79' | Verslag |        | Mustapha Tchakerstadion, Blida Toeschouwers: 20.000 Scheidsrechter: Bakary Gassama |

|                                              |                |         |      |                                                                               |
| 3 juni 2012 «onderlinge duels» 16:00 (UTC+1) | Benin          | 1 – 0   | Mali | Stade de l'Amitié, Cotonou Toeschouwers: 20.000 Scheidsrechter: Janny Sikazwe |
| 3 juni 2012 «onderlinge duels» 16:00 (UTC+1) | Omotoyossi 18' | Verslag |      | Stade de l'Amitié, Cotonou Toeschouwers: 20.000 Scheidsrechter: Janny Sikazwe |

|                                               |            |         |                |                                                                                   |
| 10 juni 2012 «onderlinge duels» 15:30 (UTC+2) | Rwanda     | 1 – 1   | Benin          | Amahorostadion, Kigali Toeschouwers: 15.000 Scheidsrechter: Bamlak Tessema Weyesa |
| 10 juni 2012 «onderlinge duels» 15:30 (UTC+2) | Kamana 86' | Verslag | 74' Omotoyossi | Amahorostadion, Kigali Toeschouwers: 15.000 Scheidsrechter: Bamlak Tessema Weyesa |

|                                             |                      |         |            |                                                                                 |
| 10 juni 2012 «onderlinge duels» 19:00 (UTC) | Mali                 | 2 – 1   | Algerije   | Stade du 4-Août, Ouagadougou Toeschouwers: 5.847 Scheidsrechter: Daniel Bennett |
| 10 juni 2012 «onderlinge duels» 19:00 (UTC) | Ndiaye 30' Maïga 81' | Verslag | 6' Slimani | Stade du 4-Août, Ouagadougou Toeschouwers: 5.847 Scheidsrechter: Daniel Bennett |

|                                                |            |         |                           |                                                                                 |
| 24 maart 2013 «onderlinge duels» 15:30 (UTC+2) | Rwanda     | 1 – 2   | Mali                      | Amahorostadion, Kigali Toeschouwers: 10.000 Scheidsrechter: Hamada Nampiandraza |
| 24 maart 2013 «onderlinge duels» 15:30 (UTC+2) | Kagere 36' | Verslag | 49' Samassa 54' A. Traoré | Amahorostadion, Kigali Toeschouwers: 10.000 Scheidsrechter: Hamada Nampiandraza |

|                                                |                                       |         |             |                                                                                             |
| 26 maart 2013 «onderlinge duels» 20:30 (UTC+1) | Algerije                              | 3 – 1   | Benin       | Mustapha Tchakerstadion, Blida Toeschouwers: 32.000 Scheidsrechter: Rajindraparsad Seechurn |
| 26 maart 2013 «onderlinge duels» 20:30 (UTC+1) | Feghouli 10' Taïder 59' Slimani 90+2' | Verslag | 26' Gestede | Mustapha Tchakerstadion, Blida Toeschouwers: 32.000 Scheidsrechter: Rajindraparsad Seechurn |

|                                            |            |         |            |                                                                         |
| 9 juni 2013 «onderlinge duels» 18:00 (UTC) | Mali       | 1 – 1   | Rwanda     | Stade du 26 Mars, Bamako Toeschouwers: 30.000 Scheidsrechter: Med Kordi |
| 9 juni 2013 «onderlinge duels» 18:00 (UTC) | Ndiaye 77' | Verslag | 33' Kagere | Stade du 26 Mars, Bamako Toeschouwers: 30.000 Scheidsrechter: Med Kordi |

|                                              |             |         |                             |                                                                                     |
| 9 juni 2013 «onderlinge duels» 16:00 (UTC+1) | Benin       | 1 – 3   | Algerije                    | Stade Charles de Gaulle, Porto Novo Toeschouwers: 8.000 Scheidsrechter: Sidi Alioum |
| 9 juni 2013 «onderlinge duels» 16:00 (UTC+1) | Gestede 31' | Verslag | 38', 42' Slimani 78' Ghilas | Stade Charles de Gaulle, Porto Novo Toeschouwers: 8.000 Scheidsrechter: Sidi Alioum |

|                                               |        |         |            |                                                                            |
| 16 juni 2013 «onderlinge duels» 15:30 (UTC+2) | Rwanda | 0 – 1   | Algerije   | Amahorostadion, Kigali Toeschouwers: 15.000 Scheidsrechter: Yakhouba Keita |
| 16 juni 2013 «onderlinge duels» 15:30 (UTC+2) |        | Verslag | 52' Taider | Amahorostadion, Kigali Toeschouwers: 15.000 Scheidsrechter: Yakhouba Keita |

|                          |                                |         |                             |                                                                                  |
| 16 juni 2013 18:00 (UTC) | Mali                           | 2 – 2   | Benin                       | Stade du 26 Mars, Bamako Toeschouwers: 30.000 Scheidsrechter: Bouchaib El Ahrach |
| 16 juni 2013 18:00 (UTC) | Samassa 15' (pen.) Diabaté 69' | Verslag | 8' Sessègnon 32' Omotoyossi | Stade du 26 Mars, Bamako Toeschouwers: 30.000 Scheidsrechter: Bouchaib El Ahrach |

|                                                    |             |         |      |                                                                                        |
| 10 september 2013 «onderlinge duels» 20:30 (UTC+1) | Algerije    | 1 – 0   | Mali | Mustapha Tchakerstadion, Blida Toeschouwers: 23.500 Scheidsrechter: Eric Otogo-Castane |
| 10 september 2013 «onderlinge duels» 20:30 (UTC+1) | Soudani 51' | Verslag |      | Mustapha Tchakerstadion, Blida Toeschouwers: 23.500 Scheidsrechter: Eric Otogo-Castane |

|                                |                        |         |        |                                                                                             |
| 8 september 2013 16:00 (UTC+1) | Benin                  | 2 – 0   | Rwanda | Stade Charles de Gaulle, Porto Novo Toeschouwers: 16.872 Scheidsrechter: Aboubacar Bangoura |
| 8 september 2013 16:00 (UTC+1) | Poté 36' Babatunde 53' | Verslag |        | Stade Charles de Gaulle, Porto Novo Toeschouwers: 16.872 Scheidsrechter: Aboubacar Bangoura |

### Groep I
Interessante groep waarbij veelvoudig WK-deelnemer Kameroen serieuze tegenstand had van met name Libië. Op de tweede speeldag verloor Kameroen met 2-1 van Libië en stond Libië na twee speeldagen bovenaan met één punt voorsprong op Kameroen en Congo-Kinshasa. Congo en Libië speelden Kameroen in de kaart door twee keer gelijk tegen elkaar te spelen (0-0), maar Kameroen verslikte zich in Togo : 2-0 nederlaag. Na vijf speeldagen had Libië negen punten en één punt voorsprong op Kameroen. Een maand later bleek dat Togo een onreglementaire speler had opgesteld in dat duel en de wedstrijd werd omgezet in een 0-3 overwinning voor Kameroen. Meest gedupeerde land was Libië, het moest nu opnieuw winnen van Kameroen, maar verloor met 2-1. Sterspeler Samuel Eto'o verklaarde te stoppen met interlandvoetbal vanwege "privéredenen", een slechte relatie met bondscoach Volker Finke lag hier ter grondslag.
| Nr. | Land           | GW | W | G | V | DV | DT | DS | Ptn | Resultaat                           |
| --- | -------------- | -- | - | - | - | -- | -- | -- | --- | ----------------------------------- |
| 1   | Kameroen       | 6  | 4 | 1 | 1 | 8  | 3  | +5 | 13  | Gekwalificeerd voor de derde ronde. |
| 2   | Libië          | 6  | 2 | 3 | 1 | 5  | 3  | +2 | 9   |                                     |
| 3   | Congo-Kinshasa | 6  | 1 | 3 | 2 | 3  | 3  | 0  | 6   |                                     |
| 4   | Togo           | 6  | 1 | 1 | 4 | 4  | 11 | −7 | 4   |                                     |

|                                              |                          |         |                |                                                                                              |
| 2 juni 2012 «onderlinge duels» 15:30 (UTC+1) | Kameroen                 | 1 – 0   | Congo-Kinshasa | Stade Omnisports Ahmadou-Ahidjo, Yaoundé Toeschouwers: 10.000 Scheidsrechter: Daniel Bennett |
| 2 juni 2012 «onderlinge duels» 15:30 (UTC+1) | Choupo-Moting 54' (pen.) | Verslag |                | Stade Omnisports Ahmadou-Ahidjo, Yaoundé Toeschouwers: 10.000 Scheidsrechter: Daniel Bennett |

|                                            |            |         |           |                                                                           |
| 3 juni 2012 «onderlinge duels» 15:30 (UTC) | Togo       | 1 – 1   | Libië     | Stade de Kégué, Lomé Toeschouwers: 15.000 Scheidsrechter: Koman Coulibaly |
| 3 juni 2012 «onderlinge duels» 15:30 (UTC) | Damessi 8' | Verslag | 16' Zuway | Stade de Kégué, Lomé Toeschouwers: 15.000 Scheidsrechter: Koman Coulibaly |

|                                               |                                          |         |      |                                                                                 |
| 10 juni 2012 «onderlinge duels» 15:30 (UTC+1) | Congo-Kinshasa                           | 2 – 0   | Togo | Stade des Martyrs, Kinshasa Toeschouwers: 50.000 Scheidsrechter: Mohamed Farouk |
| 10 juni 2012 «onderlinge duels» 15:30 (UTC+1) | Mputu 23' Mbokani 81' (pen.) Mutamba 40' | Verslag |      | Stade des Martyrs, Kinshasa Toeschouwers: 50.000 Scheidsrechter: Mohamed Farouk |

|                                               |                        |         |                   |                                                                                     |
| 10 juni 2012 «onderlinge duels» 17:00 (UTC+1) | Libië                  | 2 – 1   | Kameroen          | Stade Taïeb Mhiri, Sfax (Tunesië) Toeschouwers: 1.000 Scheidsrechter: Mensur Maeruf |
| 10 juni 2012 «onderlinge duels» 17:00 (UTC+1) | Zuway 6' Ahniash 90+3' | Verslag | 15' Choupo-Moting | Stade Taïeb Mhiri, Sfax (Tunesië) Toeschouwers: 1.000 Scheidsrechter: Mensur Maeruf |

|                                                |                       |         |            |                                                                                               |
| 23 maart 2013 «onderlinge duels» 15:30 (UTC+1) | Kameroen              | 2 – 1   | Togo       | Stade Omnisports Ahmadou-Ahidjo, Yaoundé Toeschouwers: 30.000 Scheidsrechter: Djamel Haimoudi |
| 23 maart 2013 «onderlinge duels» 15:30 (UTC+1) | Eto'o 41' (pen.), 82' | Verslag | 45+1' Womé | Stade Omnisports Ahmadou-Ahidjo, Yaoundé Toeschouwers: 30.000 Scheidsrechter: Djamel Haimoudi |

|                                                |                |       |       |                                                                                 |
| 24 maart 2013 «onderlinge duels» 15:30 (UTC+1) | Congo-Kinshasa | 0 – 0 | Libië | Stade des Martyrs, Kinshasa Toeschouwers: 53.500 Scheidsrechter: William Agbovi |
| 24 maart 2013 «onderlinge duels» 15:30 (UTC+1) | Verslag        |       |       | Stade des Martyrs, Kinshasa Toeschouwers: 53.500 Scheidsrechter: William Agbovi |

|                                              |         |       |                |                                                                             |
| 7 juni 2013 «onderlinge duels» 17:30 (UTC+2) | Libië   | 0 – 0 | Congo-Kinshasa | Tripolistadion, Tripoli Toeschouwers: 35.000 Scheidsrechter: Joshua Botondo |
| 7 juni 2013 «onderlinge duels» 17:30 (UTC+2) | Verslag |       |                | Tripolistadion, Tripoli Toeschouwers: 35.000 Scheidsrechter: Joshua Botondo |

|                                              |                        |               |          |                                                                                   |
| 9 juni 2013 «onderlinge duels» 15:30 (UTC+1) | Togo                   | 0 – 3 (regl.) | Kameroen | Stade de Kégué, Lomé Toeschouwers: 20.000 Scheidsrechter: Rajindraparsad Seechurn |
| 9 juni 2013 «onderlinge duels» 15:30 (UTC+1) | Amewou 31' Atakora 71' | Verslag       |          | Stade de Kégué, Lomé Toeschouwers: 20.000 Scheidsrechter: Rajindraparsad Seechurn |

|                                               |                                   |         |      |                                                                              |
| 14 juni 2013 «onderlinge duels» 18:00 (UTC+2) | Libië                             | 2 – 0   | Togo | Tripolistadion, Tripoli Toeschouwers: 40.000 Scheidsrechter: Mohamed Benouza |
| 14 juni 2013 «onderlinge duels» 18:00 (UTC+2) | Saleh 7' (pen.) Amewou 18' (e.d.) | Verslag |      | Tripolistadion, Tripoli Toeschouwers: 40.000 Scheidsrechter: Mohamed Benouza |

|                                               |                |       |          |                                                                                |
| 16 juni 2013 «onderlinge duels» 15:30 (UTC+1) | Congo-Kinshasa | 0 – 0 | Kameroen | Stade des Martyrs, Kinshasa Toeschouwers: 80.000 Scheidsrechter: Badara Diatta |
| 16 juni 2013 «onderlinge duels» 15:30 (UTC+1) | Verslag        |       |          | Stade des Martyrs, Kinshasa Toeschouwers: 80.000 Scheidsrechter: Badara Diatta |

|                                                   |             |         |       |                                                                                               |
| 8 september 2013 «onderlinge duels» 15:30 (UTC+1) | Kameroen    | 1 – 0   | Libië | Stade Omnisports Ahmadou-Ahidjo, Yaoundé Toeschouwers: 35.000 Scheidsrechter: Noumandiez Doué |
| 8 september 2013 «onderlinge duels» 15:30 (UTC+1) | Chedjou 42' | Verslag |       | Stade Omnisports Ahmadou-Ahidjo, Yaoundé Toeschouwers: 35.000 Scheidsrechter: Noumandiez Doué |

|                                                 |                             |         |                |                                                                              |
| 8 september 2013 «onderlinge duels» 15:30 (UTC) | Togo                        | 2 – 1   | Congo-Kinshasa | Stade de Kégué, Lomé Toeschouwers: 16.000 Scheidsrechter: Bouchaib El Ahrach |
| 8 september 2013 «onderlinge duels» 15:30 (UTC) | Atakora 35' Aloenouvo 90+2' | Verslag | 81' Ebunga     | Stade de Kégué, Lomé Toeschouwers: 16.000 Scheidsrechter: Bouchaib El Ahrach |

### Groep J
Na vier speeldagen hadden alle ploegen nog kansen op kwalificatie voor de Play-Offs, Senegal stond bovenaan met zes punten, Oeganda had vijf punten, het nog ongeslagen Angola en Liberia vier punten. Na de vijfde speeldag vielen Angola en Liberia af na nederlagen tegen respectievelijk Oeganda en Senegal. De beslissende wedstrijd vond plaats in Marokko, omdat Senegal een straf kreeg vanwege ongeregeldheden tijdens een kwalificatiewedstrijd in de Afrika Cup. Senegal kreeg in de eerste helft een rode kaart en het bleef spannend totdat het opkomende talent Sadio Mané vlak voor tijd het winnende doelpunt maakte voor Senegal. Tegenstander in de Play-Offs werd Ivoorkust.
| Nr. | Land    | GW | W | G | V | DV | DT | DS | Ptn | Resultaat                           |
| --- | ------- | -- | - | - | - | -- | -- | -- | --- | ----------------------------------- |
| 1   | Senegal | 6  | 3 | 3 | 0 | 9  | 4  | +5 | 12  | Gekwalificeerd voor de derde ronde. |
| 2   | Oeganda | 6  | 2 | 2 | 2 | 5  | 6  | −1 | 8   |                                     |
| 3   | Angola  | 6  | 1 | 4 | 1 | 7  | 5  | +2 | 7   |                                     |
| 4   | Liberia | 6  | 1 | 1 | 4 | 3  | 9  | −6 | 4   |                                     |

|                                            |                               |         |            |                                                                                         |
| 2 juni 2012 «onderlinge duels» 18:00 (UTC) | Senegal                       | 3 – 1   | Liberia    | Stade Léopold Sédar Senghor, Dakar Toeschouwers: 15.000 Scheidsrechter: Noumandiez Doué |
| 2 juni 2012 «onderlinge duels» 18:00 (UTC) | Baldé 33' N'Doye 71' Mané 83' | Verslag | 15' Forkey | Stade Léopold Sédar Senghor, Dakar Toeschouwers: 15.000 Scheidsrechter: Noumandiez Doué |

|                                              |           |         |          |                                                                                  |
| 3 juni 2012 «onderlinge duels» 16:00 (UTC+3) | Angola    | 1 – 1   | Oeganda  | Estádio 11 de Novembro, Luanda Toeschouwers: 48.000 Scheidsrechter: Gehad Grisha |
| 3 juni 2012 «onderlinge duels» 16:00 (UTC+3) | Djalma 7' | Verslag | 88' Okwi | Estádio 11 de Novembro, Luanda Toeschouwers: 48.000 Scheidsrechter: Gehad Grisha |

|                                              |               |         |                  |                                                                                     |
| 9 juni 2012 «onderlinge duels» 16:00 (UTC+3) | Oeganda       | 1 – 1   | Senegal          | Nelson Mandelastadion, Kampala Toeschouwers: 30.000 Scheidsrechter: Mohamed Benouza |
| 9 juni 2012 «onderlinge duels» 16:00 (UTC+3) | Walusimbi 87' | Verslag | 37' Papiss Cissé | Nelson Mandelastadion, Kampala Toeschouwers: 30.000 Scheidsrechter: Mohamed Benouza |

|                                             |         |       |        |                                                                                        |
| 10 juni 2012 «onderlinge duels» 16:00 (UTC) | Liberia | 0 – 0 | Angola | Antoinette Tubmanstadion, Monrovia Toeschouwers: 15.000 Scheidsrechter: Ali Lemghaifry |
| 10 juni 2012 «onderlinge duels» 16:00 (UTC) | Verslag |       |        | Antoinette Tubmanstadion, Monrovia Toeschouwers: 15.000 Scheidsrechter: Ali Lemghaifry |

|                                              |         |         |           |                                                                                          |
| 23 maart 2013 «onderlinge duels» 17:00 (UTC) | Senegal | 1 – 1   | Angola    | Stade du 28 Septembre, Conakry (Guinee) Toeschouwers: 13.500 Scheidsrechter: Sidi Alioum |
| 23 maart 2013 «onderlinge duels» 17:00 (UTC) | Sow 40' | Verslag | 75' Amaro | Stade du 28 Septembre, Conakry (Guinee) Toeschouwers: 13.500 Scheidsrechter: Sidi Alioum |

|                                              |                     |         |         |                                                                                              |
| 24 maart 2013 «onderlinge duels» 16:00 (UTC) | Liberia             | 2 – 0   | Oeganda | Samuel Kanyon Doe Sportcomplex, Monrovia Toeschouwers: 25.000 Scheidsrechter: Mohamed Farouk |
| 24 maart 2013 «onderlinge duels» 16:00 (UTC) | Wleh 32' Laffor 50' | Verslag |         | Samuel Kanyon Doe Sportcomplex, Monrovia Toeschouwers: 25.000 Scheidsrechter: Mohamed Farouk |

|                                              |               |         |           |                                                                                     |
| 8 juni 2013 «onderlinge duels» 16:00 (UTC+1) | Angola        | 1 – 1   | Senegal   | Estádio 11 de Novembro, Luanda Toeschouwers: 40.000 Scheidsrechter: Bernard Camille |
| 8 juni 2013 «onderlinge duels» 16:00 (UTC+1) | Guilherme 51' | Verslag | 23' Cissé | Estádio 11 de Novembro, Luanda Toeschouwers: 40.000 Scheidsrechter: Bernard Camille |

|                                              |            |         |         |                                                                                 |
| 8 juni 2013 «onderlinge duels» 16:00 (UTC+3) | Oeganda    | 1 – 0   | Liberia | Nelson Mandelastadion, Kampala Toeschouwers: 8.400 Scheidsrechter: Adam Cordier |
| 8 juni 2013 «onderlinge duels» 16:00 (UTC+3) | Mawejje 4' | Verslag |         | Nelson Mandelastadion, Kampala Toeschouwers: 8.400 Scheidsrechter: Adam Cordier |

|                                               |                      |         |         |                                                                                    |
| 15 juni 2013 «onderlinge duels» 16:00 (UTC+3) | Oeganda              | 2 – 1   | Angola  | Nelson Mandelastadion, Kampala Toeschouwers: 40.000 Scheidsrechter: Redouane Jiyed |
| 15 juni 2013 «onderlinge duels» 16:00 (UTC+3) | Wleh 83' Mawejje 89' | Verslag | 57' Job | Nelson Mandelastadion, Kampala Toeschouwers: 40.000 Scheidsrechter: Redouane Jiyed |

|                                             |         |         |                       |                                                                                             |
| 16 juni 2013 «onderlinge duels» 16:00 (UTC) | Liberia | 0 – 2   | Senegal               | Samuel Kanyon Doe Sportcomplex, Monrovia Toeschouwers: 35.000 Scheidsrechter: Davies Omweno |
| 16 juni 2013 «onderlinge duels» 16:00 (UTC) |         | Verslag | 19' (pen.), 54' Cissé | Samuel Kanyon Doe Sportcomplex, Monrovia Toeschouwers: 35.000 Scheidsrechter: Davies Omweno |

|                                                   |                        |         |         |                                                                                            |
| 7 september 2013 «onderlinge duels» 21:00 (UTC+1) | Senegal                | 1 – 0   | Oeganda | Stade de Marrakech, Marrakech (Marokko) Toeschouwers: 2.000 Scheidsrechter: Daniel Bennett |
| 7 september 2013 «onderlinge duels» 21:00 (UTC+1) | Mané 84' Walusimbi 38' | Verslag |         | Stade de Marrakech, Marrakech (Marokko) Toeschouwers: 2.000 Scheidsrechter: Daniel Bennett |

|                                                   |                                                  |               |              |                                                                                        |
| 7 september 2013 «onderlinge duels» 16:00 (UTC+1) | Angola                                           | 3 – 0 (regl.) | Liberia      | Estádio Nacional da Tundavala, Lubango Toeschouwers: 3.000 Scheidsrechter: Slim Jedidi |
| 7 september 2013 «onderlinge duels» 16:00 (UTC+1) | Lupapa 11' Mabululo 47' Afonso 60' Nzayinawo 62' | Verslag       | 80' Macauley | Estádio Nacional da Tundavala, Lubango Toeschouwers: 3.000 Scheidsrechter: Slim Jedidi |

## Derde ronde

### Loting
De tien groepswinnaars van de tweede ronde plaatsten zich voor de derde ronde. De vijf sterkste landen volgens de FIFA-wereldranglijst van 12 september werden op 16 september via loting aan een van de andere vijf landen gekoppeld.
 De vijf winnaars van deze dubbele ontmoetingen (een thuis- en een uitwedstrijd) plaatsten zich voor de eindronde. De loting werd gehouden in Giza, Egypte.
| Team      | FIFA-ranglijst |
| --------- | -------------- |
| Ivoorkust | 19             |
| Ghana     | 24             |
| Algerije  | 28             |
| Nigeria   | 36             |
| Tunesië   | 46             |

| Team         | FIFA-ranglijst |
| ------------ | -------------- |
| Egypte       | 50             |
| Burkina Faso | 51             |
| Kameroen     | 61             |
| Senegal      | 66             |
| Ethiopië     | 94             |

### Schema
| Team 1       | Tot.    | Team 2   | 1e wedstr. | 2e wedstr. |
| ------------ | ------- | -------- | ---------- | ---------- |
| Ivoorkust    | 4–2     | Senegal  | 3 – 1      | 1 – 1      |
| Ethiopië     | 1–4     | Nigeria  | 1 – 2      | 0 – 2      |
| Tunesië      | 1–4     | Kameroen | 0 – 0      | 1 – 4      |
| Ghana        | 7–3     | Egypte   | 6 – 1      | 1 – 2      |
| Burkina Faso | 3–3 (u) | Algerije | 3 – 2      | 0 – 1      |

### Wedstrijden

#### Kameroen - Tunesië
Na de ontsnapping tegen Kaapverdië, waardoor Tunesië uitgeschakeld werd maar gered werd door het opstellen van een niet-reglementaire speler bij Kaapverdië werd Ruud Krol voor twee maanden aangetrokken om ervoor te zorgen dat de ploeg zich alsnog ging plaatsen. Bij Kameroen besloot Samuel Eto'o weer mee te doen met de nationale ploeg na persoonlijk ingrijpen van president Paul Biya. De eerste wedstrijd in Tunesië eindigde doelpuntloos, waardoor de strijd nog niet beslist was. Krol voelde zich extra gehandicapt, omdat hij van de bond de topscorer van België Hamdi Harbaoui  niet mocht selecteren. Een maand later leed Tunesië een regelmatige 4-1 nederlaag en zat het dienstverband van Ruud Krol er alweer op.
|                                                  |         |       |          |                                                                               |
| 13 oktober 2013 «onderlinge duels» 18:00 (UTC+1) | Tunesië | 0 – 0 | Kameroen | Olympisch Stadion, Radès Toeschouwers: 30.900 Scheidsrechter: Koman Coulibaly |
| 13 oktober 2013 «onderlinge duels» 18:00 (UTC+1) | Verslag |       |          | Olympisch Stadion, Radès Toeschouwers: 30.900 Scheidsrechter: Koman Coulibaly |

|                                                   |                                       |         |             | |
| 17 november 2013 «onderlinge duels» 15:00 (UTC+1) | Kameroen                              | 4 – 1   | Tunesië     | Stade Omnisports Ahmadou-Ahidjo, Yaoundé Toeschouwers: 35.570 Scheidsrechter: Rajindraparsad Seechurn |
| 17 november 2013 «onderlinge duels» 15:00 (UTC+1) | Webó 4' Moukandjo 30' Makoun 66', 86' | Verslag | 51' Akaichi | Stade Omnisports Ahmadou-Ahidjo, Yaoundé Toeschouwers: 35.570 Scheidsrechter: Rajindraparsad Seechurn |

Kameroen wint met 4–1 over twee wedstrijden en kwalificeert zich voor het hoofdtoernooi.

#### Ghana - Egypte
Egypte dacht in de Play-Offs goede kans te hebben na een vlekkeloze voorronde, maar werd in de beginbalans volledig weggeblazen door Ghana. Nadat al in de eerste twee minuten al twee kansen werden gemist, kwam Egypte na vier minuten op achterstand door een treffer van vedette Asamoah Gyan. De Egyptische defensie had het zwaar met de ontketende Ghanezen, tekend was een eigen doelpunt in de 22e minuut. Een strafschop voor Egypte bracht verlichting, maar vlak daarna stond het 3-1 en in de tweede helft was er geen houden meer aan voor Egypte: 6-1. In 2013 werd in Egypte de regering afgezet door het leger en was het onrustig en gevaarlijk in het land, maar desondanks werd besloten dat voor de eerste keer in twee jaar een interland werd gespeeld in Caïro. De verwachte storm bleef uit, Egypte kwam niet verder dan een 2-1 zege en Ghana plaatste zich zonder veel problemen voor de Eindronde.
|                                                |                                                                            |         |                      |                                                                                  |
| 15 oktober 2013 «onderlinge duels» 16:00 (UTC) | Ghana                                                                      | 6 – 1   | Egypte               | Baba Yarastadion, Kumasi Toeschouwers: 38.000 Scheidsrechter: Bouchaïb El Ahrach |
| 15 oktober 2013 «onderlinge duels» 16:00 (UTC) | Gyan 5', 53' Gomaa 22' (e.d.) Majeed Waris 44' Muntari 72' (pen.) Atsu 89' | Verslag | 41' (pen.) Aboutrika | Baba Yarastadion, Kumasi Toeschouwers: 38.000 Scheidsrechter: Bouchaïb El Ahrach |

|                                                   |                   |         |             |                                                                          |
| 19 november 2013 «onderlinge duels» 18:00 (UTC+2) | Egypte            | 2 – 1   | Ghana       | Cairostadion, Caïro Toeschouwers: 25.000 Scheidsrechter: Noumandiez Doué |
| 19 november 2013 «onderlinge duels» 18:00 (UTC+2) | Zaki 25' Gedo 84' | Verslag | 79' Boateng | Cairostadion, Caïro Toeschouwers: 25.000 Scheidsrechter: Noumandiez Doué |

Ghana wint met 7–3 over twee wedstrijden en kwalificeert zich voor het hoofdtoernooi.

#### Ivoorkust - Senegal
Ivoorkust overrompelde Senegal in de thuiswedstrijd en stond na vijftig minuten comfortabel met 3-0 voor. In de blessuretijd zorgde Papiss Cisse voor een tegentreffer, waardoor de return nog waarde had. De return werd in Marokko gehouden vanwege een straf door rellen tijdens een kwalificatie-wedstrijd in Afrika-Cup. Het werd in Marokko nog spannend, toen Senegal op een 1-0 voorsprong kwam dankzij een veroorzaakte strafschop van de steraanvaller van Ivoorkust Didier Drogba, maar de gelijkmaker van Salomon Kalou zorgde voor opluchting bij de "Olifanten".
|                                                |                                            |         |             | |
| 12 oktober 2013 «onderlinge duels» 17:00 (UTC) | Ivoorkust                                  | 3 – 1   | Senegal     | Stade Félix Houphouët-Boigny, Abidjan Toeschouwers: 30.000 Scheidsrechter: Rajindraparsad Seechurn |
| 12 oktober 2013 «onderlinge duels» 17:00 (UTC) | Drogba 5' (pen.) Sané 14' (e.d.) Kalou 50' | Verslag | 90+6' Cissé | Stade Félix Houphouët-Boigny, Abidjan Toeschouwers: 30.000 Scheidsrechter: Rajindraparsad Seechurn |

|                                                 |                |         |           |                                                                                            |
| 16 november 2013 «onderlinge duels» 19:00 (UTC) | Senegal        | 1 – 1   | Ivoorkust | Stade Mohammed V, Casablanca, Marokko Toeschouwers: 15.000 Scheidsrechter: Djamel Haimoudi |
| 16 november 2013 «onderlinge duels» 19:00 (UTC) | Sow 77' (pen.) | Verslag | 90' Kalou | Stade Mohammed V, Casablanca, Marokko Toeschouwers: 15.000 Scheidsrechter: Djamel Haimoudi |

Ivoorkust wint met 4–2 over twee wedstrijden en kwalificeert zich voor het hoofdtoernooi.

#### Algerije - Burkina Faso
Na Senegal, Ghana en Ivoorkust was Burkina Faso was het volgende West-Afrikaanse land, dat zich voor het WK wilde plaatsen, het haalde al verrassend de finale van de Afrika Cup, waarin het met 1-0 verloor van Nigeria. Burkina Faso werd gecoacht door de Belg Paul Put. In een levendige wedstrijd won Burkina Faso met 3-2 van Algerije, in de slotminuten kreeg Burkina Faso een discutabele strafschop, die benut werd door Aristide Bancé. Door de twee tegentreffers in Ouagadougou was de uitgangspositie van Algerije gunstig, maar het had moeite kansen te creëren tegen Burkina Faso. Een frommeldoelpunt van Madjid Bougherra zorgde voor de beslissing en op basis van de uit gescoorde doelpunten plaatste Algerije zich voor de vierde keer voor het WK.
|                                                |                                          |         |                          |                                                                                 |
| 12 oktober 2013 «onderlinge duels» 16:00 (UTC) | Burkina Faso                             | 3 – 2   | Algerije                 | Stade du 4-Août, Ouagadougou Toeschouwers: 31.000 Scheidsrechter: Janny Sikazwe |
| 12 oktober 2013 «onderlinge duels» 16:00 (UTC) | Pitroipa 45+2' Koné 65' Bancé 86' (pen.) | Verslag | 50' Feghouli 68' Medjani | Stade du 4-Août, Ouagadougou Toeschouwers: 31.000 Scheidsrechter: Janny Sikazwe |

|                                                   |               |         |              |                                                                                   |
| 19 november 2013 «onderlinge duels» 19:15 (UTC+1) | Algerije      | 1 – 0   | Burkina Faso | Mustapha Tchakerstadion, Blida Toeschouwers: 35.000 Scheidsrechter: Badara Diatta |
| 19 november 2013 «onderlinge duels» 19:15 (UTC+1) | Bougherra 49' | Verslag |              | Mustapha Tchakerstadion, Blida Toeschouwers: 35.000 Scheidsrechter: Badara Diatta |

Algerije kwalificeert zich voor het hoofdtoernooi, over twee wedstrijden werd het 3–3, het land scoorde meer uitdoelpunten.

#### Nigeria - Ethiopië
Ethiopië was het enige niet-geplaatste land dat zich wist te plaatsen voor de Play-Off en trof na Zuid Afrika een nog meer gerenommeerde tegenstander Nigeria. Hoop voor eerste deelname lonkte na een treffer van Behailu Assefa in de thuiswedstrijd, maar Emmanuel Emenike maakte gelijk en verzilverde in de slotfase een strafschop. In de tweede helft boekte Nigeria een regelmatige 2-0 overwinning en plaatste zich voor de vijfde keer in zes WK's.
|                                                  |            |         |                         |                                                                                   |
| 13 oktober 2013 «onderlinge duels» 16:00 (UTC+3) | Ethiopië   | 1 – 2   | Nigeria                 | Addis Ababa Stadion, Addis Abeba Toeschouwers: 22.000 Scheidsrechter: Sidi Alioum |
| 13 oktober 2013 «onderlinge duels» 16:00 (UTC+3) | Assefa 57' | Verslag | 67', 90' (pen.) Emenike | Addis Ababa Stadion, Addis Abeba Toeschouwers: 22.000 Scheidsrechter: Sidi Alioum |

|                                                   |                             |         |          |                                                                                 |
| 16 november 2013 «onderlinge duels» 16:00 (UTC+1) | Nigeria                     | 2 – 0   | Ethiopië | U. J. Esuenestadion, Calabar Toeschouwers: 8.000 Scheidsrechter: Bakary Gassama |
| 16 november 2013 «onderlinge duels» 16:00 (UTC+1) | Moses 20' (pen.) Obinna 82' | Verslag |          | U. J. Esuenestadion, Calabar Toeschouwers: 8.000 Scheidsrechter: Bakary Gassama |

Nigeria wint met 4–1 over twee wedstrijden en kwalificeert zich voor het hoofdtoernooi.

## Topschutters
|   | Speler               | Land               | Goals |
| - | -------------------- | ------------------ | ----- |
| 1 | Mohamed Salah        | Egypte             | 6     |
| 1 | Mohamed Abo Treka    | Egypte             | 6     |
| 1 | Asamoah Gyan         | Ghana              | 6     |
| 4 | Saladin Said         | Ethiopië           | 5     |
| 4 | Juvenal Edjogo-Owono | Equatoriaal-Guinea | 5     |
| 4 | Bernard Parker       | Zuid-Afrika        | 5     |
| 4 | Islam Slimani        | Algerije           | 5     |
| 4 | Papiss Cissé         | Senegal            | 5     |
| 9 | Getenah Kebede       | Ethiopië           | 4     |
| 9 | Youssef El-Arabi     | Marokko            | 4     |
| 9 | Yaya Touré           | Ivoorkust          | 4     |
| 9 | Salomon Kalou        | Ivoorkust          | 4     |
| 9 | Mabi Mputu           | Congo-Kinshasa     | 4     |